# Lộc Đỉnh ký
Lộc Đỉnh ký (giản thể: 鹿鼎记; phồn thể: 鹿鼎記; bính âm: lù dǐng jì) hay Lộc Đỉnh Công là cuốn tiểu thuyết cuối cùng của Kim Dung, nội dung là phần tiếp theo của tiểu thuyết Bích huyết kiếm và nhân vật chính trong tiểu thuyết là Vi Tiểu Bảo. Nhân vật Vi Tiểu Bảo thường được so sánh với nhân vật AQ của Lỗ Tấn vì nói lên được tính cách chung của một bộ phận người Trung Quốc.
Cuốn tiểu thuyết kiếm hiệp này bắt đầu được đăng trên Minh Báo từ 24 tháng 11 năm 1969 và kéo dài trong 2 năm 11 tháng cho đến 23 tháng 9 năm 1972. Kim Dung đã nhận xét rằng đây là cuốn tiểu thuyết hay nhất của mình.

## Tiêu đề
Lý do đặt tên cho tiêu đề của bộ tiểu thuyết được Kim Dung giới thiệu ngay trong chương đầu tiên của truyện, thông qua việc Lã Lưu Lương dạy con về "lộc" (hươu) và "đỉnh", đây là phép ẩn dụ khi nói đến Trung Nguyên và toàn bộ đế quốc Trung Hoa.
Trong Sử ký, Tư Mã Thiên có viết: "Nhà Tần mất hươu (lộc), cả thiên hạ cùng đuổi". Đây là cách nói tượng trưng cho việc vô số anh hùng hào kiệt thời Tần mạt nói riêng như Lưu Bang, Hạng Vũ,... và trong suốt lịch sử nói chung cùng nổi dậy tranh đoạt chém giết lẫn nhau để giành phần thưởng to lớn nhất - toàn bộ thiên hạ mà nhà Tần đã để mất.
Vào thời nhà Chu, Thiên tử nhà Chu sở hữu 9 chiếc đỉnh bằng đồng do Đại Vũ để lại, tượng trưng cho thiên mệnh mà trời cao trao cho nhà Chu để thống trị thiên hạ. Trong sách Tả truyện có viết, thời Định vương nhà Chu, quân Sở đem quân đánh quân Nhung xong lại đóng binh duyệt quân ở biên giới nhà Chu. Định vương sai Vương Tôn Mãn đi ủy lạo quân Sở, vua Sở là Trang vương thấy thế bèn hỏi xem 9 đỉnh nhà Chu to nhỏ nặng nhẹ ra sao. 9 đỉnh vốn tượng trưng cho quyền thống trị của Thiên tử, mà vua Sở chỉ là chư hầu lại dám hỏi nặng nhẹ thì trong lòng đã có ý muốn cướp ngôi nhà Chu.
Kể từ đó 2 câu: "Đuổi hươu" (Trục lộc) và "Hỏi đỉnh" (Vấn đỉnh) trở thành phép ẩn dụ về việc tranh đoạt thiên hạ và muốn làm hoàng đế. Thông qua câu chuyện của cha con Lã Lưu Lương, Kim Dung cho người đọc biết trước nội dung của bộ tiểu thuyết: xuyên suốt bộ tiểu thuyết nói đến những sự kiện và âm mưu chính trị nhằm tranh giành quyền lực và giang sơn thiên hạ cùng với dã tâm muốn làm hoàng đế. Những hành động của Vi Tiểu Bảo hoặc trực tiếp hoặc gián tiếp đều có ảnh hưởng đến tiến trình lịch sử Trung Quốc, song song đó là những nhân vật lịch sử có thật. Việc Vi Tiểu Bảo tìm được toàn bộ các bản trong bộ "Tứ thập nhị chương kinh" tượng trưng cho việc thống nhất của Trung Quốc dưới triều đại nhà Thanh thời vua Khang Hi nửa cuối thế kỷ XVII.
Ngoài ra tiêu đề của bộ tiểu thuyết còn đề cập đến bối cảnh lịch sử thời đó, vào thời Thanh sơ, khi mà người Hán vẫn chưa quên được nhà Minh và vẫn còn nhiều người và tổ chức mong muốn đánh đuổi Thát Đát, khôi phục giang sơn cho nhà Minh và người Hán.

## Cốt truyện
Câu chuyện xoay quanh một nhân vật chính có hình ảnh pha trộn giữa tốt xấu, thiện ác, đồng thời trọng tình nghĩa bạn bè, có chí hiến thân vì nước nhưng cũng tiểu nhân gian xảo, mưu mô thủ đoạn, sẵn sàng hại bạn khi cần bảo vệ lợi ích của mình tên gọi Vi Tiểu Bảo. Bảo là con của Vi Xuân Phương, một kỹ nữ tại Lệ Xuân viện, một kỹ viện khá nổi tiếng tại Dương Châu. Ngay cả Vi Xuân Phương cũng không biết cha của cậu là ai, mọi người trong Lệ Xuân viện gọi cậu là Tiểu Bảo, sau này có người hỏi tới thì cậu lấy họ mẹ.
Ở hồi thứ nhất, tác giả chưa nói đến những nhân vật chính mà mở đầu truyện với một vụ thảm án văn tự ngục có thật xảy ra tại nhà họ Trang ở Hồ Châu, thông qua lời trò chuyện của ba vị danh sĩ Cố Viêm Vũ, Hoàng Tông Hy và Lã Lưu Lương. Nhà phú hộ họ Trang có người con trưởng tên Trang Đình Long bị mù, thích đọc sách, mua được nguyên cảo bộ sách Minh sử của hậu duệ tác giả - Thừa tướng Chu Quốc Trinh thời nhà Minh. Bộ sách này vốn đã nổi tiếng, đây lại là nguyên cảo, có nhiều truyện mà bản phổ thông không có, Trang Đình Long muốn xuất bản nên mời rất nhiều danh sỹ khắp vùng Chiết Giang tới giúp tu sửa, hiệu đính. Khi đó Ngao Bái cầm quyền, có tư tưởng bài xích người Hán, việc làm sách tưởng nhớ tiền triều vốn cực kỳ nhạy cảm, người tu sửa cuối cùng lại căm hận nhà Thanh cùng cực, quyết ý chỉ dùng niên hiệu nhà Minh, trong sách cũng có nhiều ngôn từ khen nhà Minh chê nhà Thanh, kết quả tên tiểu nhân Ngô Chi Vinh đắc thể, tố cáo với Ngao Bái, khiến từ người soạn sách, người tu sửa, người đóng sách, in sách tới người bán sách, đọc sách, quan lại địa phương đều chịu kết quả thảm khốc. Nhẹ thì cắt chức, sung quân, nặng thì lăng trì, chém nam giới cả nhà, treo cổ,... Gần một ngàn người chết thảm khốc, còn Ngô Chi Vinh từ một tên tham quan bị cách chức lại được thăng thưởng lên làm tri phủ. Từ vụ án này lại nói tới chuyện tương ngộ của danh sỹ Tra Y Hoàng và Thiết cái Ngô Lục Kỳ, giới thiệu Thiên Địa hội, Trần Cận Nam, mở ra mâu thuẫn chính trong suốt toàn mạch truyện, giữa nhà Thanh và Thiên Địa hội - tổ chức kháng Thanh lớn nhất đương thời, với chủ nghĩa "Phản Thanh phục Minh".

### Vi Tiểu Bảo tới hoàng cung
Kể từ hồi thứ hai, truyện mở đầu với việc Mao Thập Bát, một kẻ giang hồ thảo mãng đang bị truy nã gây rối ở Lệ Xuân viện, sau đó được Vi Tiểu Bảo cứu mạng. Gã tiểu tử họ Vi học theo vẻ nghĩa khí của các nhân vật từng nghe trong truyện thầy đồ kể, nhất định đòi đưa Mao Thập Bát đi an toàn. Sau đó họ Mao bị quan binh bao vây, được Tiểu Bảo dùng kế giết một tên quan binh cao thủ của triều đình, cứu mình thoát chết, Mao Thập Bát liền nhận Vi Tiểu Bảo làm anh em sống chết có nhau, tuy nhiên do họ Mao nhỡ miệng nói khoác có thể đánh thắng đệ nhất dũng sĩ Mãn Châu là Ngao Bái nên phải dắt Tiểu Bảo theo lên Bắc Kinh xem hắn đánh nhau. Thông qua một chuyến hành trình vừa vui thú vừa nguy hiểm, gã thiếu niên họ Vi từ thành Dương Châu ở miền Nam đến tận Bắc Kinh, thủ đô của triều đình phong kiến Mãn Châu. Tại đó, cậu khích Mao Thập Bát đánh nhau, bị lão thái giám võ công cao cường Hải Đại Phú nhìn thấy và bắt cóc cả hai đưa vào Tử Cấm Thành. Tại đây Vi Tiểu Bảo hại Hải công công mù mắt rồi giết chết tên tiểu thái giám hầu cận Tiểu Quế tử của lão, sau đó giả làm Tiểu Quế tử, lấy luôn cái tên của hắn. Ngày nọ, Vi Tiểu Bảo tình cờ gặp gỡ ông vua con nít Khang Hy trạc tuổi mình, tưởng vua cũng là một tiểu thái giám nên đấu vật, tỷ võ với vua, nhà vua cũng hiếm khi có được một người dám chơi đùa, đánh nhau với mình thật nên cũng tự xưng mình là thái giám Tiểu Huyền tử, cả hai đấu võ ngày ngày và trở thành một đôi bạn thân thiết. Hải lão công nghe gã kể lại chuyện này thì biết ngay đây là hoàng đế, nhưng vì có âm mưu khác, lão bèn ngày ngày dạy võ cho Tiểu Bảo để y đi đấu với Khang Hy.

### Vi Tiểu Bảo trừ Ngao Bái
Ngoài tỷ võ với Tiểu Huyền tử, Vi Tiểu Bảo còn có một việc khác là đi đánh bạc với bọn thái giám theo lệnh của Hải công công, với mục đích thăm dò, tìm kiếm bộ Tứ thập nhị chương kinh về cho lão. Vi Tiểu Bảo hoàn thành xuất sắc nhiệm vụ, hai thái giám phục vụ trong Thượng thư phòng nợ gã mấy trăm lượng, đành phải dẫn gã đi gặp hoàng đế theo như yêu cầu (thực chất là để tìm kinh trong Thượng thư phòng). Tại đây, Vi Tiểu Bảo có mặt đúng lúc quyền thần Ngao Bái đang chèn ép tiểu hoàng đế, gã nhận ra hoàng đế chính là Tiểu Huyền tử, người mà hàng ngày gã vật lộn, đánh nhau. Gã sửng sốt nhưng gặp lúc Ngao Bái vô lễ, liền nhảy tới mắng khiến hắn tức giận bỏ đi.
Sau đó, Khang Hy cho Tiểu Bảo biết ý định trừ Ngao Bái của mình. Nhà vua dùng 8 tiểu thái giám, giả vờ cho chúng tập đấu vật với hắn. Trong lúc giằng co, Tiểu Bảo và Khang Hy lần lượt rút dao đâm Ngao Bái nhưng hắn không chết, nhận ra rằng hoàng đế định giết mình, Ngao Bái đánh chết 4 tiểu thái giám, tấn công Khang Hy nhưng bị Vi Tiểu Bảo ném tro trong lư hương vào mắt rồi đập cho bất tỉnh, bị bắt trói lại và giao cho Khang thân vương cùng Sách Ngạch Đồ xử lý. Nhờ công hộ giá, Vi Tiểu Bảo được Khang Hy cho đi lục soát nhà Ngao Bái, mục đích chính là để thưởng cho gã, chỉ có nhiệm vụ là mang hai bộ Tứ thập nhị chương kinh tại nhà Ngao Bái về dâng cho thái hậu. Tại đây, gã lấy được một thanh trủy thủ chém sắt như chém bùn và một tấm bảo y đao thương bất nhập, và cùng với Sách Ngạch Đồ cắt xén 100 vạn lượng bạc trong toàn bộ số gia sản tịch thu của Ngao Bái, chia cho người khác 10 vạn lượng, còn hai người mỗi người lấy 45 vạn lượng. Vi Tiểu Bảo chính thức phát tài.
Về đến hoàng cung, gã kể lại chuyện lấy kinh dâng thái hậu cho Hải lão công, Hải lão công cho gã biết rằng thực ra lão đã biết Vi Tiểu Bảo là Tiểu Quế tử giả đã lâu, chỉ vì muốn tìm ra tung tích của người dạy võ cho hoàng đế nên lão mới ngày ngày dạy võ cho gã, tuy nhiên lão mỗi ngày vẫn cho gã ăn một chút thuốc độc, nay mọi việc đã rõ ràng, không cần tới Vi Tiểu Bảo nữa, lão vung chưởng đánh chết gã rồi đi tìm thái hậu. Nhưng nhờ mặc bảo y, Tiểu Bảo không chết mà len lén đi theo lão, nghe được một bí mật động trời, cựu hoàng Thuận Trị, cha của Khang Hy vẫn còn sống, hiện đã xuất gia trên Ngũ Đài sơn. Năm xưa vì ái phi Đổng Ngạc phi chết sớm nên ông buồn bã, rời bỏ ngai vàng để đi tu, nhưng vẫn ra lệnh cho nô tài thân cận mình là Hải Đại Phú về kinh điều tra nguyên nhân cái chết của Đổng Ngạc phi. Hải Đại Phú điều tra được bà chết do trúng Hóa cốt miên chưởng, xương cốt toàn thân vỡ vụn, chết cực kỳ thảm khốc, ngoài ra còn một số người khác cũng chết vì Hóa cốt miên chưởng, bao gồm cả mẹ ruột vua Khang Hy, gần đây thông qua việc Vi Tiểu Bảo cùng tiểu hoàng đế tỷ võ mà phát hiện trong cung có một cao thủ, người này quá nửa chính là hung thủ. Lão kết tội thái hậu và bị thái hậu tấn công, lão võ công cao hơn nhưng do mù hai mắt, trước đó lại bị thương nên vẫn chưa làm gì được thái hậu, hai người giao phong đến lưỡng bại câu thương thì Vi Tiểu Bảo xuất hiện, khiến Hải lão công mất tập trung, sau đó bị thái hậu giết chết. Vi Tiểu Bảo dìu thái hậu vào phòng, suýt nữa bị bà ta giết nốt để bịt miệng, nhưng phần vì đã hao tổn gần hết tinh lực, phần vì thấy Vi Tiểu Bảo bị trúng cước của Hải Đại Phú mà vẫn không bị nội thương nên không dám động thủ.
Hôm sau Vi Tiểu Bảo được thăng vào chức cũ của Hải lão công, trở thành thái giám chủ quản Ngự Thiện phòng, từ đây gã được tất cả mọi người trong cung, từ tiểu thái giám, cung nữ cho đến thị vệ cung kính, lấy lòng. Sau đó Khang Hy ẩn ý rằng nhà vua vẫn chưa yên tâm khi Ngao Bái còn sống, Vi Tiểu Bảo hiểu ý, đến phủ Khang thân vương, nơi giam giữ Ngao Bái để ám toán hắn. Đúng lúc đó vương phủ bị một đám thích khách tấn công, nghĩ là thủ hạ đến giải cứu Ngao Bái, Vi Tiểu Bảo chạy trốn, chui vào phòng giam, thấy Ngao Bái điên loạn, cộng thêm thời gian gấp gáp, gã rút trủy thủ đâm bừa làm Ngao Bái chết. Đám người kia liền lấy xác Ngao Bái, bắt thêm cả gã đem đi.

### Vi Tiểu Bảo vào Thiên Địa hội
Vi Tiểu Bảo bị đưa đến một tòa nhà lớn, tại đây gã nhận ra đám người kia mang đầu Ngao Bái tế vong linh một vị thủ lĩnh của họ, là vị Hương chủ Thanh Mộc đường của Thiên Địa hội, bị Ngao Bái giết chết. Sau đó quần hùng tranh cãi về việc tiến cử Hương chủ mới, số là họ đã thề ai giết được Ngao Bái sẽ tôn lên làm Hương chủ, nay hắn lại bị một tên tiểu thái giám trong cung đâm chết. Về sau Vi Tiểu Bảo bịa chuyện mình trung thành với nhà Minh một hồi, lại gặp được Mao Thập Bát đang được Thiên Địa hội giúp đỡ nên được đối đãi khách khí hơn. Hôm sau, Vi Tiểu Bảo gặp Tổng đà chủ Trần Cận Nam, được ông nhận làm đệ tử, truyền cho sách dạy võ công, lại chiếu theo lời thề của quần hùng, phong gã làm Hương chủ Thanh Mộc đường. Từ đây Vi Tiểu Bảo bắt đầu đóng vai trò là gián điệp hai mang, đối với cả hoàng đế nhà Thanh Khang Hy và tổ chức phản Thanh Thiên Địa hội. Gã trở về hoàng cung, Khang Hy vốn tưởng gã đã chết, gặp lại hết sức mừng rỡ. Sau đó gã còn được sư phụ Trần Cận Nam vận công ép độc của Hải Đại Phú ra ngoài.
Vài hôm sau, một người dưới quyền Vi Tiểu Bảo trong Thanh Mộc đường là Từ Thiên Xuyên tranh chấp với Mộc vương phủ ở Vân Nam lên kinh thành, lỡ tay đánh chết người rồi sau đó mất tích, quần hùng cho rằng người này bị Mộc gia bắt nên bắt cóc lại Tiểu quận chúa của họ, mang đến hoàng cung giấu vào phòng Vi Tiểu Bảo. Cũng trong thời gian này con trai Bình Tây vương Ngô Tam Quế là Ngô Ứng Hùng theo lệnh cha lên kinh thành triều kiến hoàng đế, gặp gỡ đại thần. Vi Tiểu Bảo là thái giám thân cận hoàng đế, cũng được mời tới phủ Khang thân vương gặp gỡ, được hối lộ không ít tiền, rồi tình cờ nhìn thấy một tên trộm trộm một cuốn Tứ thập nhị chương kinh, đây là quyển kinh của Chánh Hồng kỳ, do Kỳ chủ Khang thân vương nắm giữ, liền hớt tay trên của hắn. Trở về cung, đêm hôm đó thái hậu giả làm thích khách tới giết Vi Tiểu Bảo nhưng sơ sảy đánh vào thanh trủy thủ bị thương, đúng lúc đó một toán thích khách thật xông vào cung khiến đại đội thị vệ tập trung khiến bà bỏ chạy. Toán thích khách kia người bị giết, kẻ bị bắt, duy chỉ có một nữ lang bị thương nằm trước phòng Vi Tiểu Bảo, vì Tiểu quận chúa cho biết đây là sư tỷ của nàng, cầu xin gã cứu nên gã ôm nữ lang kia vào phòng trị thương, hai cô gái này một người tên Mộc Kiếm Bình, một người tên Phương Di. Thái hậu vì chưa giết được Vi Tiểu Bảo nên lại phái một tên phó tổng quản thị vệ là Thụy Đống đến giết gã, nhưng Vi Tiểu Bảo dùng mưu đâm chết được hắn, phát hiện thêm một cuốn Tứ thập nhị chương kinh, là cuốn của Tương Hồng kỳ trong người hắn nên tiện tay chiếm giữ. Thái hậu lại sai bốn tên thái giám áp giải Tiểu Bảo đến chỗ mình, nhưng bốn tên này lại bị Vi Tiểu Bảo dùng mưu, điều khiển thị vệ giết sạch, sau cùng bà ta chỉ còn cách tự mình đối mặt giết chết gã, nhưng lại bị gã lừa, nhắc đến "người trên Ngũ Đài sơn", lại thoát chết lần nữa, nhưng thái hậu vẫn kịp vỗ cho gã một chưởng Hóa cốt miên chưởng, cũng may vì mặc bảo y nên gã không chết, nhưng cũng bị nội thương khá nặng.
Hôm sau, Khang Hy gọi Vi Tiểu Bảo, nói rằng ba tên thích khách bị bắt một mực khai là người của Ngô Tam Quế phái tới hành thích, lại có thêm một số y phục, vũ khí có ký hiệu Bình Tây vương. Vi Tiểu Bảo thông qua Phương Di và Mộc Kiếm Bình đã sớm biết thực ra đây là người của Mộc vương phủ - kẻ thù không đội trời chung của Ngô Tam Quế (nhà họ Mộc là công thần khai quốc nhà Minh, được cho đời đời trấn thủ Vân Nam, sau khi nhà Minh mất về tay Lý Tự Thành, tướng nhà Minh Ngô Tam Quế dẫn quân Thanh nhập quan, đẩy lui Lý Tự Thành, nhà Thanh chiếm được thiên hạ, phong Ngô Tam Quế là Bình Tây vương, trấn thủ Vân Nam, Mộc vương phủ suy sụp, về sau vì bảo vệ vua Vĩnh Lịch nhà Nam Minh mà Kiềm quốc công Mộc Thiên Ba, cha Mộc Kiếm Bình bị Ngô Tam Quế giết chết), Khang Hy cũng đoán được Ngô Tam Quế cũng không hành sự hồ đồ như vậy nhưng vẫn sai Vi Tiểu Bảo tới xét hỏi Ngô Ứng Hùng. Ngô Ứng Hùng dĩ nhiên hoảng sợ, hối lộ Vi Tiểu Bảo mười vạn lượng bạc, khẩn khoản xin gã nói giúp trước mặt hoàng đế. Vi Tiểu Bảo lại đi gặp tiểu vương gia Mộc Kiếm Thanh, anh trai của Mộc Kiếm Bình, đặt vấn đề với y, thỏa thuận sẽ giúp giải cứu người bị bắt, với điều kiện bỏ qua chuyện thuộc hạ trong Thanh Mộc đường lỡ tay đánh chết người trong Mộc gia. Gã đã định trả Phương Di về, "vừa không mất tiền vốn vừa được việc", thì vừa đúng lúc hoàng đế lại sai gã tìm cách thả ba tên thích khách trong ngục ra để theo dõi, lần ra được kẻ đứng sau. Về đến phòng, Phương Di lại nhờ gã tìm cách cứu người yêu là Lưu Nhất Chu, gã giả vờ nói đây là chuyện khó khăn, khiến Phương Di vì muốn cứu Lưu sư ca nên bằng lòng làm vợ gã nếu thành công. Do việc thả người là chủ ý của hoàng đế nên gã dễ dàng thả cả ba thích khách kia ra, trong đó đúng là có một người tên Lưu Nhất Chu, Mộc vương phủ cảm kích, coi gã là ân nhân, khen gã với Trần Cận Nam và Thiên Địa hội, cùng nhau giao hẹn bên nào giết được Ngô Tam Quế trước thì bên còn lại sẽ nghe theo lời hiệu triệu, nhất tâm phục tùng.
Về đến hoàng cung, thái hậu giả giả vờ ưa thích Vi Tiểu Bảo, nói với Khang Hy cho gã trở thành thái giám hầu hạ mình, nhà vua đành miễn cưỡng đồng ý. Khang Hy vừa đi khỏi, thái hậu đã sai một cung nữ võ nghệ cao cường tên Liễu Yến đánh đập Tiểu Bảo, về sau gã nói đến hai cuốn Tứ thập nhị chương kinh đang sở hữu khiến cả hai người kia giật mình, thái hậu liền sai Liễu Yến áp giải gã đi lấy kinh thư, tới phòng mình gã định giết Liễu Yến nhưng không thành công, khi sắp bị bóp chết thì Phương Di đâm lén giết chết bà ta. Vi Tiểu Bảo dùng Hóa thi phấn của Hải Đại Phú hủy xác Liễu Yến, nhận ra hoàng cung không còn an toàn nữa, gã bèn dẫn Mộc Kiếm Bình và Phương Di sang căn phòng ngày trước đánh nhau với Khang Hy trốn tạm, định qua đêm thì cả ba trốn khỏi cung. Sau đó gã quay lại phòng mình tìm trâm cho Phương Di, thấy xác Liễu Yến còn hai cái chân chưa hủy hết liền nảy ý nghịch ngợm, mang đến cung thái hậu định hù dọa bà ta. Đến nơi gã lại nghe trộm được thái hậu nói chuyện với một tên nam giới giả cung nữ, là sư huynh của thái hậu, nhận ra hai người này cùng với Liễu Yến đều là người cùng một bọn, lợi dụng lúc cả hai ra ngoài tìm Liễu Yến, gã bò vào phòng định giấu hai cái chân người để dọa thái hậu, lại ăn trộm thêm được ba bộ kinh khác, bao gồm hai cuốn lấy được ở nhà Ngao Bái, là của Tương Hoàng kỳ và Chánh Bạch kỳ, và một cuốn của Tương Hoàng kỳ do thái hậu đánh chết Đổng Ngạc phi đoạt lấy. Vừa lấy được kinh thì một cung nữ trung niên cũng lẻn vào trộm kinh, gã núp vào gầm giường. Hai người thái hậu và cung nữ giả trở về không thấy kinh thư cũ, lại thêm đôi chân của Liễu Yến nên vội vàng lục soát, cung nữ kia trốn vào tủ, thái hậu mở tủ liền bị đâm trúng một nhát đao, hai cung nữ một giả một thật đánh nhau, khi cung nữ giả khống chế được đối thủ thì Vi Tiểu Bảo xông ra đâm chết hắn vì sợ sau khi cung nữ thật chết thì gã cũng bị phát hiện "sau khi tên cung nữ giọng nam này bóp chết tên trộm kinh kia nhất định sẽ tìm xuống gầm giường, lúc đó thì Vi Tiểu Bảo sẽ thành Vi Tử Bảo..." Cung thái hậu náo loạn, Vi Tiểu Bảo được cung nữ kia mang đi trốn. Sau đó gã gặp Khang Hy, định bụng từ biệt hoàng đế để ngay hôm sau trốn khỏi hoàng cung, nhưng nghĩ lại thái hậu độc ác, võ nghệ cao cường, sợ rằng người bạn thân của mình bị hại nên bắt đầu kể hết sự thật, khai ra mình thực sự là ai, vào cung như thế nào, cho đến chuyện nghe lén Hải Đại Phú cùng thái hậu, thái hậu có một tên cung nữ giả nam trang trong cung, chỉ trừ chuyện mình vào Thiên Địa hội là không nói cho Khang Hy biết. Khang Hy nghe xong, biết hoàng đế Thuận Trị cha mình còn sống, còn tên thái giám lẻo mép Tiểu Quế tử bên cạnh mình tên thật là Vi Tiểu Bảo, lại chỉ là thái giám giả, bèn phong cho gã là Phó Tổng quản Ngự tiền Thị vệ, khâm thưởng mặc áo vàng (hoàng mã quải), sai gã đến Ngũ Đài sơn tìm gặp Thuận Trị.

### Vi Tiểu Bảo lên chùa Thanh Lương
Sáng hôm sau, Vi Tiểu Bảo dẫn Phương Mộc hai cô gái ra khỏi cung, tới chỗ Thiên Địa hội. Tại đây gã mua một cỗ quan tài, giấu năm bộ kinh vào rồi nhờ Từ Thiên Xuyên, người trước đó tranh chấp với Mộc gia hộ tống hai cô gái về Vân Nam. Bốn người cùng đi một đoạn thì Từ Thiên Xuyên phát hiện người đánh xe là cung nữ trung niên trước đó Vi Tiểu Bảo cứu, bà bảo gã phải cẩn thận, vì thái hậu bị đâm một đao nhưng chưa chết, chắc chắn sẽ phái người đuổi theo. Năm người từ biệt, họ Từ đưa hai cô gái Phương Mộc đi theo hướng Vân Nam, cung nữ kia về hoàng cung còn Vi Tiểu Bảo một mình ngồi xe đi lên núi Ngũ Đài. Giữa đường gã bị ba tên thị vệ thái hậu phái đi theo đánh thuốc mê, may nhờ cung nữ trung niên kia không yên tâm nên đi theo, cứu được gã. Vi Tiểu Bảo nhận bà ta là cô cô, được bà ta cho biết tên thật là Đào Hồng Anh và bí mật trong kinh thư, rằng tám bộ kinh ẩn giấu bản đồ dẫn đến long mạch và kho báu của người Mãn Châu ngoài quan ngoại, có ảnh hưởng trọng đại đến sự tồn vong của nhà Thanh, nên rất nhiều tổ chức muốn đoạt được. Bà cũng cảnh báo gã cẩn thận với Thần Long giáo, vì có rất nhiều cao thủ cùng tà thuật, năm xưa thái sư phụ bà cũng là bị cao thủ của Thần Long giáo đánh chết. Sau đó hai người từ biệt nhau.
Đi tiếp được một đoạn, Lưu Nhất Chu, người yêu của Phương Di, một trong ba người được Vi Tiểu Bảo thả ra từ nhà lao hoàng cung đuổi tới. Họ Lưu gặp Phương DI trên đường nhưng bị nàng lạnh nhạt, về sau biết được nàng đã đồng ý làm vợ Vi Tiểu Bảo, lại nghe nàng nói với Mộc Kiếm Bình rằng đang nhớ gã nên tức giận, đuổi theo hướng ngược lại, tóm được Vi Tiểu Bảo, đánh cho gã một trận. Vi Tiểu Bảo bịa chuyện rằng Phương Di chỉ yêu một mình họ Lưu khiến hắn bùi tai không đánh mình nữa, sau đó dùng mưu đánh thuốc mê Lưu Nhất Chu, trói lại chôn xuống đất, chỉ để lộ cái đầu, đánh cho hắn một trận, bắt thề không được nói chuyện hay nhìn Phương Di nữa. Sau khi Lưu Nhất Chu thề, trước khi tha Vi Tiểu Bảo còn định đi tiểu lên đầu hắn, đúng lúc đó thì Phương Di, vốn đã đi theo Lưu Nhất Chu tới chỗ Tiểu Bảo, ngăn lại. Ngô Lập Thân sư thúc họ Lưu, cũng là một trong ba người được Vi Tiểu Bảo cứu mạng, chửi mắng họ Lưu là kẻ vong ân bội nghĩa, Tiểu Bảo thì ăn một bạt tai của Phương Di. Sau đó trời đổ mưa lớn, bảy người Vi Tiểu Bảo, Từ Thiên Xuyên, Phương Mộc hai cô gái cùng ba người bọn Ngô Lập Thân cùng đi về một hướng.
Trên đường bảy người gặp một nhóm khoảng vài chục người khác cũng đang tìm chỗ trú mưa. Họ cùng tới một tòa nhà lớn vắng vẻ, không gặp được chủ nhà nhưng do mưa lớn đành phải trú tạm. Tại đây kẻ dẫn đầu họ Chương có cho bảy người biết là chúng đang tìm thái giám Tiểu Quế tử trong cung. Lưu Nhất Chu vì vẫn ấm ức nên để chửi mắng Tiểu Quế tử trước mặt lão họ Chương, bị Ngô Lập Thân đánh. Họ Chương nhận ra đây là người giang hồ biết võ công nên sai thuộc hạ bao vây bảy người. Võ công của đám người này khá tầm thường, nhưng sau đó chúng cùng hô lớn khẩu hiệu của Thần Long giáo, sức mạnh đột nhiên tăng gấp bội, khống chế cả bảy người. Để chúng không làm hại Phương Di, Lưu Nhất Chu nói với lão họ Chương rằng tên tiểu tử mười mấy tuổi trong bọn chính là Tiểu Quế tử. Họ Chương mừng rỡ bắt Tiểu Quế tử - Vi Tiểu Bảo vào phòng trong thẩm vấn, lại nghe hắn bịa chuyện có giao tình với Liễu Yến, quen biết cung nữ giả kia thế nào, sắp lừa được hắn tin thì chủ nhà xuất hiện, bắt gọn cả đám người Thần Long giáo, cứu thoát Vi Tiểu Bảo.
Thì ra đây là nhà của những quả phụ có chồng con chết trong vụ thảm án văn tự ngục đã kể ở đầu truyện, người đứng đầu họ là Tam thiếu phu nhân nhà họ Trang. Ngao Bái và Ngô Chi Vinh là hai kẻ đại thù giết chết người nhà họ, Ngao Bái chết dưới tay Vi Tiểu Bảo, họ xem gã là ân nhân. Để đền ơn, Tam thiếu phu nhân tặng gã một nữ tỳ tên Song Nhi xinh đẹp, võ công cao cường, lại hiền lành và rất mực trung thành. Vi Tiểu Bảo muốn hỏi về những người đi theo mình trước đó nhưng không thấy họ đâu, nên sáng hôm sau đành rời Trang gia, cùng Song Nhi tiếp tục hành trình lên Ngũ Đài sơn. Trên đường gặp ba gã Lạt ma định chặn đường ăn cướp, Song Nhi đánh bại bọn chúng dễ dàng.
Lên tới chùa Thanh Lương trên núi Ngũ Đài, Vi Tiểu Bảo dùng nhiều cách để có thể gặp toàn bộ sư sãi trong chùa, nhưng tuyệt nhiên vẫn không gặp được vị sư nào giống Tiểu Huyền tử bạn mình. Đúng lúc đó cũng có một toán Lạt ma cầm vũ khí tới đòi lục soát chùa, giao chiến với trụ trì Trừng Quang đại sư. Trừng Quang không chống nổi đông người, bọn Lạt ma xông vào chùa, lục soát khắp nơi, tới một am nhỏ sau chùa thì bị Trừng Quang sống chết cản lại, thêm một nhà sư to lớn bên trong dùng hoàng kim chử đánh lui. Chúng dùng kế ném gạch ngói vào trong, buộc vị sư hộ pháp kia dắt một nhà sư khoảng 30 tuổi chạy ra ngoài. Biết đây là Thuận Trị, Vi Tiểu Bảo sai Song Nhi trợ giúp, đánh bại bọn Lạt ma. Đến đêm gã cùng Song Nhi vào thuyết phục Thuận Trị, lúc này đã lấy pháp danh là Hành Si, tạm lánh đi chỗ khác đề phòng bọn Lạt ma tới. Hành Si vốn đã rũ bỏ bụi trần, coi như không nghe thấy gì, nhưng khi gã nhắc đến Đổng Ngạc phi, lại biết chuyện hoàng hậu của mình độc ác như thế nào, ông tức giận định cùng sư đệ Hành Điên, là người đã hộ vệ mình, trước đó là Tổng quản Ngự lâm quân, sau theo hoàng đế xuất gia, đi theo Vi Tiểu Bảo thì bị sư phụ mình là Ngọc Lâm thiền sư cản lại. Vi Tiểu Bảo thấy sắp thuyết phục được Hành Si thì lại bị lão hòa thượng này phá hỏng, tức giận chửi thầm cả ba người "Lão trọc già kia phá hỏng chuyện của lão tử, hai tên trọc này, một tên là Hành Si, một tên là Hành Điên, thật là si ngốc". Ba người lại ngồi thiền, Vi Tiểu Bảo nghĩ thầm "Lão trọc già kia ngồi mãi chắc cũng buồn đi tiểu, đợi lúc đó lão tử sẽ thuyết phục lại lão hoàng gia". Một lúc sau đám Lạt ma lại kéo đến, nhưng lần này có Thập bát La hán chùa Thiếu Lâm tới, đánh lui đám Lạt ma, Vi Tiểu Bảo bấy giờ mới hiểu Ngọc Lâm thiền sư đã sắp xếp đâu vào đấy, bèn cáo từ Hành Si, được ông giao cho một cuốn Tứ thập nhị chương kinh của Chánh Hoàng kỳ mang về cho Khang Hy. Trước khi về gã còn quay lại hỏi Ngọc Lâm đang tọa thiền "Ngọc Lâm đại sư, người ngồi thiền lâu như vậy, không thấy buồn đi tiểu sao".
Ra khỏi chùa, xuống núi Vi Tiểu Bảo và Song Nhi bị một tên đầu đà cao gầy trơ xương chặn lại tra hỏi. Song Nhi đánh không lại hắn, cả hai bị bắt mang lên đỉnh núi, Vi Tiểu Bảo lại bịa chuyện mình là công tử nhà giàu, dắt Song Nhi bỏ nhà rong chơi, tên đầu đà tin và định tha cho đi, nhưng lúc giải huyệt lại phát hiện ra cuốn kinh thư của Hành Si trong người Vi Tiểu Bảo, gã mừng húm, định cướp kinh thì bị Thập bát La hán đuổi tới cứu Vi Tiểu Bảo, đòi lại kinh. Đầu đà này có tên là Bạn đầu đà (đầu đà béo), đánh không lại các nhà sư Thiếu Lâm nên mang Vi Tiểu Bảo chạy trốn tới một ngôi chùa cổ. Tại đây y khống chế Vi Tiểu Bảo, không cho Thập bát La Hán xông vào. Vi Tiểu Bảo nhìn thấy một tấm bia đá văn tự cổ, liền giả vờ đọc lên mấy câu thần chú ca tụng Hồng giáo chủ Thần Long giáo hôm trước nghe được từ đám người lão họ Chương, Bạn đầu đà tưởng bia đá ghi như vậy thật, cho rằng đây là số trời đã định, lại nghe Vi Tiểu Bảo bịa đặt thêm chỗ giấu tám bộ kinh thư, liền đặt gã xuống, tới chép lại văn bia. Vi Tiểu Bảo được sư Thiếu Lâm cứu về, sau đó ép Bạn đầu đà trả kinh. Bạn đầu đà đành trả lại cho gã, rồi đổi giọng cung kính mời gã tới Đảo Thần Long ra mắt Hồng giáo chủ. Vi Tiểu Bảo từ chối, được Thập bát La hán hộ vệ đưa về Bắc Kinh.

### Vi Tiểu Bảo ra đảo Thần Long
Về tới Bắc Kinh, Vi Tiểu Bảo từ biệt 18 nhà sư, mang kinh đi giấu, chưa vào gặp Khang Hy vội mà dẫn Song Nhi đi chơi ở ngoại thành. Giữa đường gặp Phương Di cùng một đám thuộc hạ, nàng rủ gã đi cùng mình, đoàn người thong thả dạo chơi, tới bờ biển lại lên thuyền ra khơi thăm thú. Tới một hòn đảo, Phương Di hỏi đám phu thuyền, được biết đây là đảo Thần Tiên, liền dắt Tiểu Bảo sóng vai cùng lên đảo dạo chơi. Lên đảo gặp rất nhiều rắn độc, cả hai cùng bị rắn cắn rồi được người trên đảo cứu. Vi Tiểu Bảo được đưa tới nhà một người kiến thức uyên bác là Lục Cao Hiên, được y chạy chữa, cho ăn uống. Khi đã khỏi, Lục Cao Hiên đưa ra bài văn tự cổ trên bia đá mà trước đó Vi Tiểu Bảo đã bịa đặt, nhờ gã viết lại sang chữ Hán. Vi Tiểu Bảo bây giờ mới lòi đuôi, đành nổi tính cứng đầu, nói thật rằng mình bịa đặt, khiến Lục Cao Hiên tức giận. Lão họ Lục đành tự mình viết ra một bài văn rồi bắt gã học thuộc, đề phòng Hồng giáo chủ hỏi tới. Vừa khi thuộc xong thì có lệnh Hồng giáo chủ triệu tập giáo chúng, Vi Tiểu Bảo đã biết đây chính là đảo Thần Long mà Bạn đầu đà đã mời mình tới, chửi thầm đám thuyền phu đã lừa mình. Gã bị Lục Cao Hiên và Bạn đầu đà mang tới chỗ giáo chủ. Tại đây gã gặp Hồng giáo chủ cùng phu nhân Tô Thuyên xinh đẹp tuyệt trần của lão. Đúng ngày hôm đó, vì bất mãn với giáo chủ, Thanh Long sứ trong giáo làm phản, hạ độc toàn bộ giáo chúng, định giết giáo chủ thì bị lão đánh trọng thương, giáo chủ, phu nhân cùng toàn bộ thuộc hạ trúng độc, tê liệt toàn thân, chỉ còn một mình Vi Tiểu Bảo không sao, do gã không phải người trên đảo, không uống rượu hùng hoàng chống rắn giống dân đảo. Các vị sứ giả cùng Bạn đầu đà, Lục Cao Hiên thuyết phục gã giết Hồng giáo chủ cùng phu nhân, gã đã định nghe lời thì phát hiện Mộc Kiếm Bình cũng bị trúng độc nằm dưới đất, được nàng cho biết rằng mình đã uống thuốc độc, nếu giáo chủ và phu nhân chết thì nàng cũng sẽ chết vì không có thuốc giải. Vì thế, Vi Tiểu Bảo quyết định không giết giáo chủ, với điều kiện mâu thuẫn giữa giáo chủ và các sứ giả phải xóa bỏ hoàn toàn. Sau đó gã giải độc cho toàn giáo, được giáo chủ phong là Bạch Long sứ, được giáo chủ và phu nhân mỗi người dạy ba chiêu võ phòng thân, giao nhiệm vụ vào đất liền tìm Tứ thập nhị chương kinh, cho Bạn đầu đà và Lục Cao Hiên đi theo, ban cho thuốc Báo thai dịch cân hoàn. Gã uống xong mới biết đây là thuốc độc, trong một năm có thể làm cường kiện thân thể, nhưng sau thời hạn đó thì độc tính sẽ phát tác. Bạn đầu đà có tên như vậy dĩ nhiên là vì hắn vốn béo lùn, nhưng năm xưa vì không giải độc kịp thời nên mới biến thành cao gầy. Vi Tiểu Bảo còn được ban cho Ngũ Long lệnh, có quyền hành sự thay giáo chủ, mọi giáo chúng trông thấy đều như thấy giáo chủ. Hôm sau lên thuyền rời đảo, thấy Phương Di và Mộc Kiếm Bình đến tiễn, gã mới vỡ lẽ Phương Di là người lừa mình lên đảo này. Tức giận, gã gọi Song Nhi, lườm Phương Di một cái rồi giong buồm đi thẳng.

### Vi Tiểu Bảo làm hòa thượng
Về tới đất liền, Vi Tiểu Bảo lấy cuốn kinh của Hành Si mang vào dâng cho Khang Hy. Nhà vua biết phụ hoàng mình còn sống thì hết sức vui mừng, cảm động tới chảy nước mắt, Vi Tiểu Bảo cũng phụ họa theo. Gã bịa chuyện quá đà, nói rằng lão hoàng gia rất thích mình, chỉ tiếc không thể ở lại hầu hạ người, khiến Khang Hy nảy ra ý định sai gã xuất gia đi theo hầu hạ cha mình thật. Vi Tiểu Bảo thấy mình lỡ lời, trước đó khóc phụ họa cùng Khang Hy, nay bất giác buông tiếng khóc lớn, nhưng không phải khóc để lấy lòng hoàng đế mà là khóc vì sắp phải đi tu, hoàng đế lại tưởng gã yêu quý, không muốn rời xa mình. Sau đó gã nói với hoàng đế về việc bọn Lạt ma xông lên núi Ngũ Đài tìm Thuận Trị. Hai người đang nói chuyện thì công chúa Kiến Ninh bước vào, đòi Khang Hy chơi với mình, Khang Hy bèn sai Tiểu Bảo chơi cùng công chúa. Công chúa xinh đẹp nhưng cực kỳ hung dữ, đánh đập gã chết đi sống lại, sau cùng không nhịn được gã liền đánh trả, nào ngờ công chúa thích, kéo gã về cung của mình chơi. Gặp lúc thái hậu tới, bà ta định giết Vi Tiểu Bảo vì dám ở trên giường công chúa thì tấm Ngũ Long lệnh rơi ra khiến thái hậu hoảng sợ, vội vàng xin lỗi Bạch Long sứ, dâng lên thuốc quý để lấy lòng.
Hôm sau Khang Hy phong Vi Tiểu Bảo làm Phó Đô thống Chánh Hoàng kỳ Kiêu kỵ doanh, sai gã suất lãnh 2000 quân Kiêu Kỵ doanh và Ngự tiền thị vệ lên chùa Thiếu Lâm ban thánh chỉ. Dọc đường đi gã mở sới bạc với đám quan quân, đang đánh dở trong trướng thì mười tám kẻ bịt mặt cầm kiếm xông vào khống chế đám quan binh đang hăng bài bạc, bắt Vi Tiểu Bảo lấy đầu mình đánh cược. Gã thắng, sau đó dùng tuyệt chiêu của Hồng giáo chủ dạy mình khống chế lại thủ lĩnh đám người đó, lại bắt họ dùng đầu đánh bạc, nếu thắng thì thả cho đi, nếu thua thì chặt đầu. Gã vốn muốn thả họ đi vì cũng là người kháng Thanh, đám người kia cử cô gái nhỏ tuổi nhất ra đánh, Vi Tiểu Bảo cố tình thua cô ta, thả cho họ đi. Cô gái kia rất xinh đẹp, tên Tăng Nhu, hỏi xin hai viên xúc xắc của gã làm kỷ niệm, Vi Tiểu Bảo cho cô ta.
Lên tới chùa Thiếu Lâm, Vi Tiểu Bảo không biết chữ nên sai thị vệ Trương Khang Niên tuyên đọc thánh chỉ. Ý chỉ đại khái là phong thưởng Thập bát La hán chùa Thiếu Lâm, ban thưởng cho tăng chúng,... Đọc đến dòng cuối cùng là lệnh vua sai Vi Tiểu Bảo thay mình xuất gia tại Thiếu Lâm, lập tức xuống tóc đi tu. Vi Tiểu Bảo sửng sốt nhưng đành tuân chỉ, gã vẫn là thiếu niên, gặp chuyện éo le này không khỏi khóc lóc thảm thiết, lại chửi thầm Hối Thông phương trượng đã cạo đầu mình. Hối Thông nhận gã làm sư đệ, đặt pháp danh là Hối Minh, cho gã làm phó trụ trì, địa vị trong chùa chỉ dưới sư huynh, cả những vị cao tăng Trừng Quan, Trừng Tâm,... râu tóc bạc phơ cũng cung kính gọi gã là sư thúc. Song Nhi vì là nữ nên không được vào chùa, Vi Tiểu Bảo nhờ Trương Khang Niên thuê một căn nhà dưới chân núi cho nàng ở tạm.
Vi Tiểu Bảo ở trong chùa nửa năm, phụ ý muốn cho gã học võ trước khi đi bảo vệ Thuận Trị của Khang Hy, vẫn chẳng học được chút võ công nào. Một ngày kia gã lang thang xuống chân núi thì thấy bốn tên hoà thượng trẻ, theo vai vế thì phải gọi gã là sư thúc tổ, đang cãi nhau với hai cô gái. Hai cô gái này một lớn một nhỏ, giống như hai chị em, cô lớn mặc áo lam, cô nhỏ mặc áo lục, dung mạo cô gái áo lục này cực kỳ xinh đẹp. Vi Tiểu Bảo vừa nhìn thấy cô ta đã thần hồn điên đảo, quên sạch những người đẹp gã từng gặp trước đây, cặp mắt không rời khỏi người cô. Cô gái kia thấy gã quá khiếm nhã, tức giận nắm cổ gã định móc mắt, còn cô chị thì đánh nhau với bốn nhà sư kia, bẻ trật tay cả bốn người. Vi Tiểu Bảo ban đầu vẫn lả lơi, về sau thấy cô gái áo lục định móc mắt mình thật, gã hoảng sợ vùng vẫy loạn xạ, quờ tay trúng vào ngực cô ta. Cô gái áo lục vừa tức vừa xấu hổ, rút đao định giết Vi Tiểu Bảo nhưng không làm gì được vì gã mặc bảo y, bèn vung đao lên định tự sát, may được sư tỷ gạt ra, cổ chỉ bị thương nhẹ, các nhà sư Thiếu Lâm xuống núi đưa cả bảy người vào trị thương.
Vào chùa, Vi Tiểu Bảo bị tăng chúng chất vấn nhưng gã lấp liếm cho qua chuyện, vội vàng đi xem cô gái áo lục kia, dẫn theo lão sư điệt Trừng Quan bảo vệ mình khỏi cô gái áo lam. Cô gái áo lam dĩ nhiên chửi mắng gã không tiếc lời, nhưng không làm gì được vì gã có một vị cao tăng bảo vệ. Sau đó cô gái áo lục lành thương, cùng sư tỷ bỏ đi, còn Vi TIểu Bảo nói với Trừng Quan, đại ý là hai cô gái kia võ nghệ chẳng ra sao nhưng lại đánh trật tay bốn tăng nhân Thiếu Lâm, võ học Thiếu Lâm ngàn năm qua việc này rất mất mặt, chỉ đành mời hai cô kia về làm thủ tọa Đạt Ma viện, Bát Nhã đường, hai nơi nghiên cứu võ học thiên hạ trong chùa Thiếu Lâm. Người bình thường nghe sẽ biết ngay gã chỉ nói ba lăng nhăng, nhưng Trừng Quan cả đời không ra khỏi chùa, võ công tuy cực kỳ uyên bác tinh thâm, nhưng việc đời thì hiểu biết cũng chỉ ngang với đứa trẻ con, nghe gã nói vậy cực kỳ hoảng sợ, mất mấy ngày nghiên cứu lại võ học để đối phó với thứ công phu tạp nham của hai cô gái kia, Vi TIểu Bảo lại đòi sư điệt mình dạy cho mấy chiêu để khắc chế võ công của họ. Vài hôm sau gã xuống núi, cải trang thành công tử nhà giàu, mang một mớ tiền đi kỹ viện chơi gái, cho thỏa cái ước mơ thuở nhỏ "Khi nào lão tử phát tài, sẽ tới Lệ Xuân viện phung phí tiền bạc một phen". Đang ong bướm lả lơi thì bất chợt hai cô gái kia xuất hiện định giết gã, cũng may gã đang trong kỹ viện, hai cô xấu hổ nên không dám ở lâu, chạy ra ngoài chặn đường đợi gã ra. Vi Tiểu Bảo thưởng tiền cho đám kỹ nữ, nhờ chúng đánh lạc hướng, còn mình thì cải trang nhảy lên ngựa chạy về chùa Thiếu Lâm, cố thủ không ra nữa. Hai cô gái kia đến đứng trước chùa mãi không chịu đi, Vi Tiểu Bảo tuy sợ nhưng vẫn mê mẩn sắc đẹp của cô áo lục, giả vờ bàn với Trừng Quan ra ngoài giao thủ với họ. Hai cô gái dĩ nhiên không phải đối thủ của Trừng Quan, cô áo lục bị điểm huyệt, còn cô áo lam bỏ chạy đi tìm cứu viện. Vi Tiểu Bảo ôm cô áo lục vào chùa, đặt xuống giường, buông lời tán tỉnh, còn thề rằng "Đời này kiếp này nếu ta không lấy được cô làm vợ, thì mười tám đời tổ tông nhà ta đều là con rùa đen", khiến cô ta vừa tức vừa hoảng sợ đến mức ngất đi. Sau đó Vi Tiểu Bảo giải huyệt cho cô ta, vừa giải huyệt xong thì bị cô ta giật mất thanh trủy thủ đâm vào ngực mình, cũng may gã mặc bảo y nên chỉ bị thương nhẹ, còn cô gái áo lục bỏ đi.
Vài hôm sau, có một toán người đến chùa Thiếu Lâm, bao gồm một vương tử Mông Cổ tên Cát Nhĩ Đan, một Lạt ma tên Xương Tề, một tên tổng binh và một cận vệ đều là thủ hạ của Ngô Tam Quế, người cận vệ Vi Tiểu Bảo có quen biết, người này tên Dương Dật Chi, vẫn kính trọng gã vì nghĩ trước đó gã đã giúp tiểu vương gia Ngô Ứng Hùng thanh minh với hoàng đế về chuyện thích khách giả mạo nhằm giáng họa cho Ngô Tam Quế. Cô gái áo lam cũng cải trang làm đàn ông, dẫn đám người viện binh này lên chùa cứu sư muội mình. Cát Nhĩ Đan thách sư chùa Thiếu Lâm tỷ võ không được, bèn buông lời vô lễ, bị Vi Tiểu Bảo đối đáp lại bằng giọng điệu lưu manh không nói được gì, hai vị cao tăng Hối Thông và Trừng Quan nghe lại tưởng gã Phật pháp cao minh, lời lẽ thâm sâu huyền ảo, khen ngợi không ngớt lời. Cát Nhĩ Đan tức giận, xuất thủ đánh gã nhưng bị Hối Thông cản lại, bèn ra lệnh cho thuộc hạ phóng phi tiêu vào ba người. Hối Thông và Trừng Quan võ công uyên bác, ba mũi tên tầm thường không làm gì được, nhưng Vi Tiểu Bảo còn chẳng biết là mình bị ám tiễn, mặt vẫn đực ra, ba mũi tên đâm vào bảo y trên người gã đều leng keng rơi xuống đất. Bọn người kia lại tưởng gã còn trẻ đã luyện được Kim Cang hộ thể thần công, là cao tăng của Thiếu Lâm, cực kỳ kính phục. Sau đó cô gái áo lam bước ra buộc tội gã là hòa thượng mà dám vào kỹ viện, trêu chọc con gái, tên cận vệ kia liền thanh minh hộ gã, nói gã là thái giám nổi tiếng Tiểu Quế tử đã bắt giết Ngao Bái, lại có ơn lớn với Bình Tây vương, sư muội áo lục của cô gái kia cũng đã bỏ đi khỏi chùa, khiến mọi người chẳng ai tin lời cô ta nữa. Đám người Cát Nhĩ Đan đành xuống núi, lúc xuống núi bắt gặp Ngự tiền thị vệ và quan quân Kiêu Kỵ doanh lên chùa truyền mật chỉ. Ý chỉ Khang Hy phong Vi Tiểu Bảo làm trụ trì chùa Thanh Lương, dẫn tăng nhân Thiếu Lâm lên chùa Thanh Lương bảo vệ Thuận Trị, khởi hành ngay lập tức. Vi TIểu Bảo chọn Thập bát La Hán cùng mười tám người nữa, xuống núi đón Song Nhi, cùng nhau tới chùa Thanh Lương, trước khi đi còn thưởng tiền thị vệ Trương Khang Niên, nói rằng đám người vừa xuống núi định tạo phản, sai y đi điều tra, thực ra là muốn lợi dụng để tìm tung tích cô gái áo lục kia.
Ở chùa Thanh Lương được vài tháng, bỗng một hôm có vài ngàn Lạt ma mang vũ khí tới bao vây chùa Thanh Lương, rõ ràng là ý muốn bắt Hành Si. Vi Tiểu Bảo muốn đưa Hành Si đi, nhưng sợ lão tăng Ngọc Lâm cản trở, bèn vào nói khích với quần tăng, tứ đại giai không, sắc tức thị không, mọi người cùng đưa đầu chịu chết, cốt để cho Ngọc Lâm cho Hành Si đi lánh nạn. Không ngờ lão tăng này cho là phải, Hành Si thì chủ ý tự thiêu để khỏi liên lụy mọi người. Sau cùng Vi Tiểu Bảo nghĩ ra một kế, gã sai 36 nhà sư Thiếu Lâm ra bắt khoảng 50 tên Lạt ma vào chùa, lột hết quần áo chúng mặc lên người, điểm huyệt Ngọc Lâm, Hành Si và Hành Điên, cũng cải trang cho họ thành Lạt ma rồi nổi lửa đốt chùa. Đám Lạt ma đang bao vây núi vội vàng xông lên không để ý, Vi Tiểu Bảo cùng quần tăng mang ba nhà sư xuống lánh tại một ngôi chùa khác, trên đường gặp Tổng quản Ngự tiền thị vệ Đa Long cùng Đô thống Kiêu kỵ doanh Sát Nhĩ Châu cải trang dẫn quân lên núi. Biết Khang Hy đã đến, gã bảo hai người dẫn quân lên bắt đám Lạt ma, sai người tới mời Khang Hy tới chỗ mình. Một lúc sau Khang Hy tới, nhưng Hành Si không chịu gặp, nhà vua đành đứng ở cửa, buồn bã òa khóc, Vi Tiểu Bảo thấy vậy cũng đấm ngực khóc theo, Hành Si đành phá lệ, sai Hành Điên mở cửa cho Khang Hy vào, hai cha con hàn huyên nửa canh giờ. Sau đó Hành Si dắt tay con trai mình ra, nói đây sẽ là lần duy nhất gặp con, từ sau sẽ không gặp nữa. Khang Hy cùng Vi Tiểu Bảo ngồi trò chuyện, nhà vua cho gã biết phụ hoàng mình đã nói về bí mật trong kinh thư, nhưng chỉ nói về long mạch, giấu chuyện kho tàng với gã, nhà vua không ngờ Vi Tiểu Bảo đã sớm biết rõ, lại đoạt được hơn một nửa số kinh. Khang Hy còn nói Ngô Tam Quế sớm muộn cũng sẽ làm phản, lão chính là người mà hoàng đế không yên tâm nhất. Trò chuyện một hồi, hai người cùng nhau đi lên chùa Thanh Lương, Khang Hy sai lấy 2000 lượng bạc xây lại chùa, sai Sát Nhĩ Châu thế chỗ Vi Tiểu Bảo, cùng 2000 quân ở lại Ngũ Đài sơn làm Lạt ma, chia nhau đóng ở các chùa xung quanh bảo vệ chùa Thanh Lương, Vi Tiểu Bảo được theo vua về kinh.
Giữa lúc đó, đột nhiên một ni cô áo trắng từ trên mái nhà bay xuống. Ni cô võ nghệ cao cường, tăng chúng và thị vệ không cản kịp, bà vung kiếm đâm Khang Hy. Khi mũi kiếm chuẩn bị đâm chết nhà vua thì Vi Tiểu Bảo nhảy ra đứng chắn trước Khang Hy, ni cô không đâm xuyên nổi bảo y, Vi Tiểu Bảo vung trủy thủ lên cắt đứt thanh kiếm của bà, lúc đó Trừng Quan cũng đã xông đến đối chưởng. Ni cô biết hành thích không thành, liền tóm cổ Vi Tiểu Bảo bay đi mất, mọi người đuổi theo nhưng không kịp. Vi Tiểu Bảo bị xách lên đỉnh núi, ni cô kia không giết gã, cũng tưởng gã có Kim Cang hộ thể thần công, gã giở giọng nịnh nọt ni cô võ công cao cường, tăng nhân Thiếu Lâm không sao bằng được, lại nói mình rất đáng thương, toàn gia bị quân Thanh giết chết, bị bắt làm thái giám từ nhỏ, lại phát hiện bà chỉ có một tay. Ni cô mủi lòng, song vẫn không hài lòng về việc giúp đỡ hoàng đế của gã, gã nói Khang Hy là người tốt, là bạn thân của gã, lại chuyển hướng sang thái hậu, nói bà ta căm ghét nhà Minh, có nhiều hành động tàn ác với tông miếu và người nhà Minh khiến bà tức giận, liền dẫn gã xuống núi, trở về hoàng cung. Vi Tiểu Bảo biết đã nịnh hót thành công, ni cô đã coi mình là người tốt, dọc đường không tiếc chi tiền, phụng sự bà đến nơi đến chốn. Ni cô dẫn Vi Tiểu Bảo lên Môi Sơn, nơi năm xưa hoàng đế Sùng Trinh nhà Minh tuẫn quốc, tại đây bà khóc thương thảm thiết khiến gã nghĩ bà chắc là cung phi cũ của ông, nhưng lại gạt đi vì thấy bà quá trẻ so với địa vị đó. Sau đó, hai người về thành, đêm đến cả hai vào cung, Vi Tiểu Bảo gặp Đào Hồng Anh, giới thiệu ni cô, Đào Hồng Anh mừng rỡ nhận ra bà chính là chủ cũ của mình, Trưởng công chúa con vua Sùng Trinh, Trường Bình công chúa, năm xưa khi Sấm quân của Lý Tự Thành vào kinh, Sùng Trinh định giết con gái mình để nàng khỏi rơi vào tay giặc, nhà vua chém trượt, đứt một cánh tay công chúa, sau đó nàng được Viên Thừa Chí cứu, về sau xuất gia làm ni cô, lấy pháp danh là Cửu Nạn. Ba người dạo hoàng cung một vòng, tới cung hoàng hậu, cung công chúa rồi cung thái hậu. Tại đây họ thấy Kiến Ninh công chúa đã ăn trộm cuốn kinh Chính Hoàng kỳ của Thuận Trị đưa cho Khang Hy, mang về cho thái hậu. Công chúa vừa đi khỏi, Cửu Nạn đã được Đào Hồng Anh cho biết bí mật trong kinh thư, bèn bước ra đánh thái hậu, đoạt lấy kinh thư. Thái hậu đánh liên tiếp tám chưởng Hóa cốt miên chưởng, bị Cứu Nạn đẩy trả lại vào cơ thể mình. Hoảng sợ, bà ta cầu xin Cứu Nạn cứu, đành khai ra mình tên thật là Mao Đông Châu, là người Thần Long giáo, vốn là cung nữ, về sau dùng võ công bắt giữ, khống chế thái hậu nhà Thanh, nhốt bà trong tủ, còn mình cải trang làm thái hậu giả. Sở dĩ bà ta chưa giết chết thái hậu thật vì biết thái hậu biết về bí mật trong kinh thư, nếu Mao Đông Châu làm hại tới tiểu hoàng đế thì bà lập tức tự sát, đem bí mật xuống mồ, hai thái hậu thật giả uy hiếp lẫn nhau, trước nay vẫn sống chung một phòng. Cửu Nạn lấy kinh đi, cùng Vi Tiểu Bảo ra khỏi cung, để Đào Hồng Anh ở lại giám sát thái hậu giả, nay đã trúng chưởng của chính mình, được Cửu Nạn cứu, nhưng đã mất gần hết công lực, nếu vận công phát chưởng lập tức sẽ chết. Vi TIểu Bảo thấy kẻ thù nguy hiểm nhất trong cung của mình đã bị chế ngự, hết sức vui mừng, sau đó còn được Cửu Nạn vận công trị khỏi chưởng lực trước đó đã bị thái hậu giả đánh. Cửu Nạn cũng khám phá ra chỗ giấu bản đồ của cuốn kinh là ở bên trong lớp bìa, chừa một số mảnh da dê vụn. Có đủ tám bộ kinh thì sẽ lấy đủ hết các mảnh da dê, từ đó ghép nên một tấm bản đồ.

### Vi Tiểu Bảo tranh đoạt mỹ nhân
Sáng hôm sau, Cứu Nạn cùng Vi Tiểu Bảo tới mộ Sùng Trinh. Tại đây gã gặp lại cô gái áo lục xinh đẹp nọ, được biết cô ta tên là A Kha, là đồ đệ của Cửu Nạn, tuy bị cô ta đánh nhưng hết sức mừng rỡ, nói rằng mình biết tung tích của A Kỳ sư tỷ A Kha, xin Cửu Nạn cho đi cùng để giúp tìm A Kỳ, thực chất là để được gần A Kha, Cửu Nạn tưởng gã có ý tốt thật nên đồng ý, A Kha khó chịu nhưng không dám cãi sư phụ.
Giữa đường A Kha giả vờ rủ Vi Tiểu Bảo đi dạo, lên đến đỉnh núi thì cô rút đao đe dọa gã, bắt gã tránh xa mình và sư phụ. Vi Tiểu Bảo chạy về quán trọ, A Kha đuổi chém phía sau thì thấy sư phụ mình đang bị bảy tên Lạt ma vây đánh, hai bên tỷ đấu nội lực. Cửu Nạn một đấu bảy không chi trì được lâu, Vi Tiểu Bảo đứng sau tấm vách dùng chủy thủ đâm chết năm tên, một tên bị Cửu Nạn đánh chết. Cửu Nạn bị thương nặng, Vi Tiểu Bảo thuê hai chiếc xe, Cửu Nạn và A Kha lên một xe, cho Cửu Nạn uống thuốc quý thái hậu giả tặng trước đó, bắt tên Lạt ma còn sống sót lên chiếc xe còn lại, vừa đi vừa tra hỏi thì được biết một tên Đại Lạt ma là Tang Kết đang dẫn năm Lạt ma khác đuổi theo Cửu Nạn để đoạt kinh thư. Đang đi thì một toán người cưỡi ngựa tới, kẻ đi đầu xưng tên là Trịnh Khắc Sảng, là con thứ của Diên Bình quận vương Trịnh Kinh ở Đài Loan. Thấy A Kha mặt mày rạng rỡ, Vi Tiểu Bảo đã căm ghét ngay tên công tử tuấn tú kia. Trịnh Khắc Sảng muốn lấy lòng A Kha, bèn mời ba người tới Sát Quy đại hội ở phủ Hà Gian, vốn tổ chức là để anh hùng người Hán trung thành với nhà Minh họp mặt, bàn kế giết tên Hán gian Ngô Tam Quế, lại nói không cần lo về bọn Lạt ma, đám người đi theo y đều là cao thủ, sẽ bảo vệ Cửu Nạn sư thái an toàn, khoe khoang sư phụ mình là Nhất kiếm vô huyết Phùng Tích Phạm phái Côn Lôn. Cửu Nạn miễn cưỡng đồng ý.
Tới một quán ăn, đoàn người dừng lại. Một lúc sau đám Lạt ma đuổi tới, nhưng vẫn sợ Cửu Nạn võ công cao cường nên chưa dám động thủ. Trịnh Khắc Sảng sai thủ hạ tấn công đám Lạt ma, nhưng trong nháy mắt chúng bị năm Lạt ma đánh tan tác. Vi Tiểu Bảo phải dùng mưu đánh thuốc mê chúng, trước khi thuốc ngấm một tên Lạt ma tròng ghẹo A Kha nên gã đâm chết tên này rồi dẫn Cửu Nạn và A Kha lên xe bỏ chạy, A Kha bèn gọi Trinh Khắc Sảng đi cùng. Bốn người tới một đống rơm, họ Trịnh miễn cưỡng trốn vào theo bọn Cửu Nạn, còn Vi Tiểu Bảo chặt lấy bàn tay của tên Lạt ma gã bắt trước đó, đem vào đống rơm sàm sỡ A Kha, tát Trịnh Khắc Sảng. Đám Lạt ma tỉnh lại, đuổi đến nơi, kéo Trịnh Khắc Sảng ra, đòi Cửu Nạn giao kinh thư. Vi Tiểu Bảo đổ cho họ Trịnh đã cầm kinh, bọn Lạt ma sắp bị gã lừa thì A Kha tức quá nhảy ra mắng gã, thách gã đấu đàng hoàng với chúng, không được làm hại tới Trịnh công tử của cô ta. Tức giận, Vi TIểu Bảo thách hai tên Lạt ma đấu võ, bày mưu phóng trủy thủ đâm chết cả hai, nhưng Tang Kết phát hiện Cửu Nạn đã bị thương. Vi Tiểu Bảo biết không thể lừa được hắn nữa, kinh thư cũng đã lấy được bản đồ ra, bèn tẩm Hóa thi phấn vào bìa kinh, ném ra cho Tang Kết. Tang Kết và hai tên sư đệ còn lại cầm xem, Vi Tiểu Bảo lại lừa chúng gãi vào da, Hóa thi phấn gặp máu lập tức tiêu hủy cơ thể, hai tên Lạt ma gãi lên mặt nên bị rữa vào tận xương mà chết, còn Tang Kết may mắn chưa chạm vào mặt, chặt đi mười đầu ngón tay, gói kinh bỏ chạy.
Cửu Nạn được Vi Tiểu Bảo cứu mạng, cảm kích nhận gã làm đồ đệ trong Thiết Kiếm môn, cho gã gọi A Kha là sư tỷ. Ba người cùng Trịnh Khắc Sảng tới phủ Hà Gian dự Sát Quy đại hội, do chưởng môn phái Hoa Sơn Phùng Nan Địch, đồ đệ của Đồng bút Thiết toán bàn Hoàng Chân, đại sư huynh của Viên Thừa Chí chủ trì. Tại đây Vi Tiểu Bảo nhìn thấy các thuộc hạ của mình trong Thanh Mộc đường. Quần hùng chửi bới Ngô Tam Quế một hồi rồi bầu ra Tổng quân sư là Cố Viêm Vũ và Trần Cận Nam, mỗi tỉnh lại bầu ra thêm một minh chủ lãnh đạo. Thiên Địa hội đông người ở các nơi, làm minh chủ ba tỉnh, Trịnh Khắc Sảng là con Diên Bình quận vương, được làm minh chủ một tỉnh, điều này khiến y tức giận, do Trần Cận Nam là thuộc hạ dưới quyền Trịnh gia ở Đài Loan, Thiên Địa hội do Trần Cận Nam lãnh đạo lại dám vượt lên trên y. Hết hội, mọi người trở về quán trọ. Sáng hôm sau Trịnh Khắc Sảng tới ngồi cùng bàn với thầy trò Cửu Nạn, Thiên Địa hội cũng đang ở đây. Thấy Trịnh Khắc Sảng và thuộc hạ y hống hách, quần hùng đã ghét, Vi Tiểu Bảo bèn bảo họ giả làm cường đạo, đánh y một trận rồi để mình vào cứu, họ Trịnh bị nhục, còn A Kha lầm tưởng võ công gã sư đệ mình rất cao cường. 
Bẵng đi chuyện bị đánh, Trịnh Khắc Sảng được mời tiệc suốt mấy hôm, sau đó dẫn A Kha đi chơi. Vi Tiểu Bảo đương nhiên ghen ghét, đi theo hai người. Đang chưa biết phải xử lý họ Trịnh ra sao thì gặp Đa Long dẫn một toán thị vệ đi tìm mình. Vi Tiểu Bảo mừng rỡ, đám thị vệ vốn trung thành với mình vì hay được thưởng tiền, gã lại đem một ngàn lượng phân phát cho chúng, kế đó kể khổ với Đa Long, rằng cô nương mình thích bị tên họ Trịnh cướp đoạt, nhờ y dạy hắn một bài học. Đám thị vệ tức giận, bèn theo kế gã, tới vu cho Trịnh Khắc Sảng đánh bạc chơi gái nợ tiền một vạn lượng bạc, nọc y ra đánh. A Kha hoảng sợ, nài nỉ Vi Tiểu Bảo trả nợ giúp Trịnh công tử. Trịnh Khắc Sảng không hiểu sao mình bị đánh, nhưng bị đánh đập tàn nhẫn, đành mở miệng vay tiền Vi Tiểu Bảo. Vi Tiểu Bảo và đám thị vệ bắt A Kha làm người đứng giữa bảo đảm mới trao nhận tiền. Sau đó gã nhờ Đa Long giả vờ đánh nhau với mình, tỏ ra võ nghệ cao cường, đánh lui hết thị vệ. Ba người trở về quán trọ.
Đến đêm, Vi Tiểu Bảo gặp Ngô Lập Thân, người trong Mộc vương phủ gã từng cứu mạng. Gã hỏi chuyện ở Trang gia, mới biết là ba người lão họ Ngô cùng Từ Thiên Xuyên được Trang gia cứu, sau đó cao thủ Thần Long giáo đến, đấu với đông người, lạc mất Phương Di và Mộc Kiếm Bình. Sau đó gã đặt chuyện Trình Khắc Sảng khinh thường Mộc gia, lại nói chuyện bị y cướp ý chung nhân, họ Ngô bèn nhận lời xử lý Trình Khắc Sảng giúp gã. Sáng hôm sau, Cửu Nạn dẫn hai đồ đệ về lại kinh thành, Trịnh Khắc Sảng lẽo đẽo đi theo tiễn chân. Chợt một đám nông dân đổ ra, nói họ Trịnh cưỡng gian con gái nhà họ và bắt y về, Vi Tiểu Bảo biết đây là người của Mộc gia giả dạng nên cười thầm. A Kha lại đòi gã cùng mình đi cứu Trịnh công tử, gã giả vờ từ chối rồi đồng ý, đi xem bộ dạng thảm hại của tên họ Trịnh. Tới nơi, A Kha gây lộn với Mộc gia một hồi, Ngô Lập Thân giả vờ bắt cả hai người, ép kết bái thành vợ chồng. Vừa kết bái xong thì một đám người thổ dân hoang dã võ nghệ cao cường xông đến khống chế toàn bộ mọi người. Vi Tiểu Bảo bị tên thủ lĩnh kéo ra ngoài, nhận ra y là Dương Dật Chi, được y cho biết đến đây để bắt đám người Mộc gia về nộp cho hoàng đế, giải nỗi oan hành thích trước đó cho Ngô Tam Quế. Vi Tiểu Bảo muốn cứu Ngô Lập Thân, nói hoàng đế đã biết, hiện đang phái gã theo dõi đám người này. Dương Dật Chi nghe vậy bèn đổi ý, muốn thả họ ra để Vi Tiểu Bảo tự xử lý. Vi Tiểu Bảo nhận y làm huynh đệ, lần thứ ba lại kể về nỗi nhục bị họ Trịnh cướp vợ, nhờ Dương Dật Chi xử lý y. Hai người vào lại chỗ Ngô Lập Thân, Vi Tiểu Bảo giả vờ làm Bồ tát, đám thổ dân giả vờ sợ hãi, không dám giết Bồ tát, A Kha vợ Bồ tát và Mộc gia bạn Bồ tát, sau cùng chỉ mang Trịnh Khắc Sảng đi. A Kha tưởng đó là thổ dân thật, sợ Trịnh công tử bị ăn thịt nên òa khóc. Phùng Tích Phạm sư phụ Trịnh Khắc Sảng xuất hiện, theo hướng A Kha chỉ, đi cứu được y về. Sau đó hai bên chia tay, Cửu Nạn cùng Vi Tiểu Bảo và A Kha về lại kinh thành.

### Vi Tiểu Bảo xuống Vân Nam
Vi Tiểu Bảo về cung, vào gặp Khang Hy. Hoàng đế thấy gã bị ni cô bắt đi, ngày đêm lo lắng, phái Đa Long dẫn thị vệ đi tìm, trước đó đã được Đa Long trở về bẩm báo gã không việc gì, nay gặp lại hết sức mừng rỡ. Vi Tiểu Bảo nói ni cô định hành thích nhà vua là thủ hạ của Ngô Tam Quế, về sau được một người tên Dương Dật Chi cứu thoát. Gã cố tình gán tội làm phản cho Ngô Tam Quế, nhưng lại tìm lời nói đỡ cho Dương Dật Chi huynh đệ mình. Sau đó nói với Khang Hy rằng hiện thái hậu trong cung là giả. Nhà vua giật mình, cùng gã tới cung thái hậu, phát hiện bà ta đang nằm chung giường với một nam nhân, người này võ công cao cường, vội vàng bế thái hậu giả nhảy ra trốn khỏi cung, Vi Tiểu Bảo cứu được thái hậu thật, lại lập công lớn cho hoàng đế, trong lúc hỗn loạn lại trộm được trong tủ thêm một cuốn Tứ thập nhị chương kinh của Tương Lam kỳ, nhà vua được thái hậu cho biết công chúa Kiến Ninh là con của thái hậu giả chứ không phải hoàng tộc, nhất thời ghét lây sang cả nàng. Một lúc sau, Khang Hy nảy ra ý gả công chúa cho Ngô Ứng Hùng, phái Vi Tiểu Bảo làm Tứ hôn sứ đi Vân Nam ban hôn, mục đích chính là thăm dò Ngô Tam Quế, đồng thời cho rằng lão là người đang sở hữu một trong tám cuốn kinh, bảo gã tìm cách lấy về. Vi Tiểu Bảo vâng dạ rồi ra khỏi cung. May cho gã rằng nhà vua chỉ muốn thiêu hủy kinh, chôn giấu về bí mật kho tàng và long mạch vĩnh viễn, tự tin vào sức mình hoàn toàn có thể trị quốc ổn thỏa, không cần đến kho tàng kia, nếu ngược lại gã bắt buộc phải tìm đủ kinh về, lúc đó chắc chắn sẽ bị lòi đuôi.
Khang thân vương chờ gã ngoài cửa cung, số là Khang Hy sai lão mang cuốn kinh của mình nộp lên. Cuốn kinh này trước đó đã bị trộm mất, sau đó rơi vào tay Vi Tiểu Bảo, Khang thân vương không biết, khẩn khoản xin gã cứu, nhờ gã đi trộm một bộ kinh về để làm giả, nộp lên cho hoàng đế. Vi Tiểu Bảo giả vờ rằng đây là chuyện muôn phần khó khăn, nhưng về sau vẫn nhận lời, vốn dĩ trong tay gã đã có sáu cuốn kinh cùng một phần bản đồ trong bộ kinh của Thuận Trị, chỉ còn thiếu một bộ nghi ở Vân Nam.
Vi TIểu Bảo tới chỗ Thiên Địa hội, vào chỗ để quan tài lấy kinh. Chưa kịp lấy kinh ra thì nghe tiếng người, gã vội chui vào trốn trong quan tài. Ở ngoài gã nghe thấy tiếng Trịnh Khắc Sảng buộc tội sư phụ mình, sau đó sư phụ bị Phùng Tích Phạm đánh lén, hai người Phùng Trịnh hợp sức định giết Trần Cận Nam. Vi Tiểu Bảo nhảy ra ném vôi vào mặt ba người, định đâm chết Phùng Tích Phạm nhưng họ Phùng võ công cao cường, chỉ dọa được lão bỏ chạy, còn Trịnh Khắc Sảng bị gã nhốt vào quan tài. Sau đó Trần Cận Nam bắt gã thả họ Trịnh ra, nhưng mở quan tài thì chỉ thấy xác một huynh đệ trong Thiên Địa hội bị Phùng Tích Phạm đánh chết. Sau đó Vi Tiểu Bảo cho sư phụ biết mình định đi Vân Nam, ông bảo gã mang huynh đệ trong Thiên Địa hội theo giúp đỡ.
Vi Tiểu Bảo lấy hết các mảnh bản đồ trong sáu cuốn kinh ra, khâu lại như cũ rồi mang hai cuốn tới đưa cho Lục Cao Hiên và Bạn đầu đà, sai một người về Đảo Thần Long lấy thuốc giải Báo thai dịch cân hoàn, rồi mang một cuốn kinh tới cho Khang thân vương. Cuối cùng gã về chỗ Cửu Nạn, bà nói cả bà và A Kha cũng đi cùng gã tới Vân Nam.
Hôm sau Vi Tiểu Bảo suất lãnh 2000 quân và Ngự tiền thị vệ, hộ tống công chúa đi Vân Nam, Thiên Địa hội và Cửu Nạn cải trang đi cùng. Giữa đường gã bị công chúa lừa cho uống thuốc mê, trói lại tra tấn vì nghĩ do gã mà nàng phải gả cho Ngô Ứng Hùng. Cửu Nạn và A Kha thấy vậy hoảng sợ, Cửu Nạn bắt A Kha vào cứu gã, Vi Tiểu Bảo thoát được, đánh công chúa một trận rồi bị nàng dụ dỗ, tằng tịu với nàng suốt quãng đường còn lại tới Vân Nam.
Tới Vân Nam, gặp Ngô Tam Quế, lão mở tiệc đón Vi Tiểu Bảo. Trên tiệc gã nói nhiều câu ẩn ý vu cho Ngô Tam Quế tạo phản khiến lão hoảng hốt, tan tiệc Ngô Ứng Hùng vội vàng mang mười vạn lượng bạc tới biếu tạm gã. Vi Tiểu Bảo nói muốn gặp Dương Dật Chi, Ngô Ứng Hùng ấp úng đáp y bận việc khiến gã sinh nghi, sai thuộc hạ đi dò hỏi thì biết họ Dương vì kết bái huynh đệ với mình, tỏ ý trung thành với hoàng đế nhà Thanh nên bị Ngô Tam Quế chặt hết tay chân, móc mắt cắt lưỡi giam lại. Thiên Địa hội lại bắt được một tên sứ giả Mông Cổ là Hãn Thiếp Ma, Vi Tiểu Bảo bèn mạo xưng mình là con thứ của Ngô Tam Quế, lừa cho hắn nói hết kế hoạch năm lực lượng giáp công Trung Nguyên: Ngô Tam Quế chuẩn bị khởi binh, Mông Cổ, Tây Tạng, Thần Long giáo và nước Nga sẽ đem quân bốn phía trợ giúp. Quần hùng giật mình, chửi mắng Ngô Tam Quế bán nước cho người Mãn Châu, rồi lại bán nước cho bốn phe phái khác. Sau đó Vi Tiểu Bảo tới gặp Ngô Tam Quế mấy lần, đánh tráo lấy trộm được cuốn Tứ thập nhị chương kinh cuối cùng của Chính Lam kỳ, lại được lão tặng cho hai khẩu súng của người Tây. Vi Tiểu Bảo giấu Hãn Thiếp Ma vào trong quân lính của mình, thấy y mất tích, Ngô Tam Quế hốt hoảng tìm kiếm, vì nếu thông tin lộ ra thì lão phải khởi binh ngay lập tức, khi chưa chuẩn bị đầy đủ. Lão lục tung khắp thành Côn Minh vẫn không tìm thấy Hãn Thiếp Ma, chỉ còn nơi công chúa ở, bèn bày ra kế đốt nhà, lấy cớ cứu hỏa để lục soát. Đêm hôm đó quả nhiên lửa cháy, Ngô Ứng Hùng xuất hiện ngay lập tức, vào phòng Kiến Ninh công chúa mời nàng ra thì bị nàng cầm súng mà Vi TIểu Bảo cho trước đó uy hiếp, đánh cho ngất xỉu rồi thiến mất. Đám thuộc hạ vào cứu lại tưởng Ngô Ứng Hùng cưỡng gian công chúa, trong lúc giằng co sơ sảy bị trọng thương, nhanh mắt nhìn quanh vẫn không thấy Hãn Thiếp Ma đâu, Ngô Tam Quế phải đến dập đầu tạ tội, lại tặng cho Vi Tiểu Bảo một mớ châu báu, nhờ gã lo liệu giúp.
Sáng hôm sau, đột nhiên có tin Ngô Tam Quế bị ám sát nhưng không bị thương, bắt sống được thích khách, là một cung nữ tên Vương Khả Nhi. Vi TIểu Bảo biết đây là A Kha, bảo với sư phụ thì bả chỉ nói chính mình đã sai A Kha đi hành thích, khi biết Ngô Tam Quế không sao còn A Kha bị bắt bà chỉ trách nàng vô dụng. Gã vội vàng tới phủ Bình Tây vương tìm cách cứu "vợ" mình. Thấy lão nằm rên hừ hừ như sắp chết đến nơi, gã đòi con rể lão là một viên tổng binh tên Hạ Quốc Tướng đưa vào gặp thích khách. Tên họ Hạ dẫn gã vào phòng giam, lại thấy người bị nhốt là Tiểu quận chúa Mộc Kiếm Bình, Vi Tiểu Bảo muốn cứu nàng, bèn mớm lời cho nàng đổ tội sai khiến ám sát Bình Tây vương cho Hạ Quốc Tướng, nói với gã giao nữ thích khách cho mình. Đưa nàng về phòng gã mới biết Mộc Kiếm Bình từ đảo Thần Long mang thuốc tới cho mình, sau đó gặp Mộc gia, định hành thích công chúa Kiến Ninh để Ngô Tam Quế chịu tội, buộc lão tạo phản, nhưng chưa kịp hành động đã bại lộ, bị Ngô Tam Quế phái binh tới bắt hết, còn chuyện hành thích lão thì nàng không hay biết gì. Vi Tiểu Bảo nhận ra đã bị Hạ Quốc Tướng lừa, đang không biết làm sao thì nhận được một bức thư chỉ có bốn chữ "A Kha gặp nạn", gã hốt hoảng trở ra, đi theo vị đạo cô đưa thư tới một cái am nhỏ. Nơi đây gã gặp một đạo cô khoảng 40 tuổi, dung mạo cực kỳ xinh đẹp, sau biết bà là tuyệt sắc danh kỹ Trần Viên Viên, là mẹ của A Kha, được bà đàn hát cho nghe bản "Viên Viên khúc", sau cùng được bà cho biết A Kha là con gái của bà với Ngô Tam Quế, lên hai tuổi bị bắt cóc khỏi vương phủ, bà chán nản bỏ đến sống ở am Tam Thánh, đến nay nghe tin vương gia bị hành thích bèn tới thăm, được lão cho gặp thích khách. Vừa nhìn A Kha bà đã biết đây là con gái mình, liền bảo nàng nhận cha nhưng nàng không chịu, thấy vương gia tức giận, sợ lão giết con nên phải cầu cứu Vi Tiểu Bảo. Vi Tiểu Bảo gọi bà là a di, nói đã tới cứu A Kha nhưng bị lừa gặp một cô gái khác, đã cứu cô ta ra nên bây giờ không thể đòi người nữa. Sau đó có một lão tăng tới gặp Trần Viên Viên, nói sẽ cứu con gái bà, cũng là con gái lão. Cùng lúc, Ngô Tam Quế dẫn đại quân tới vây Tam Thánh am, lại bắt giữ hết người của Vi Tiểu Bảo cùng Mộc vương phủ làm con tin, cho gã biết lão tăng kia chính là Sấm vương Lý Tự Thành, kẻ năm xưa đã lật đổ nhà Minh. Quân của Ngô Tam Quế chuẩn bị xông vào thì Cửu Nạn từ trên mái nhà nhảy xuống, khống chế Ngô Tam Quế. Bình sinh bà căm thù nhất hai người Lý Tự Thành và Ngô Tam Quế, một kẻ lật đổ triều đại nhà bà, bức tử cha bà, một kẻ mang giang sơn nhà bà dâng cho người Mãn Châu, Lý Tự Thành nghe đồn đã chết, chỉ còn Ngô Tam Quế. Bà luyện được võ công trác tuyệt, giết chết lão thì không khó, nhưng như vậy quá đơn giản, bà liền bắt cóc con gái lão, nuôi lớn đứa bé, dạy võ nghệ để nó chính tay đâm cha mình, cho dù có thành công hay không, Ngô Tam Quế cũng đau đớn cùng cực. Nay thấy Lý Tự Thành còn sống, bà vui mừng nhảy xuống, mối thù giết cha đã có thể báo. Lý Tự Thành sau khi được Vi Tiểu Bảo cho biết bà là con gái Sùng Trinh thì vui lòng chịu chết, Cửu Nạn thấy lão có khí phách liền để lão đánh nhau với Ngô Tam Quế. Cả hai đều bị thương, Hạ Quốc Tướng đang giữ người của Vi Tiểu Bảo ở ngoài nói nếu để Ngô Tam Quế sống thì sẽ tha cho tất cả. Vi Tiểu Bảo xin sư phụ tha cho lão, bà đồng ý. Gã lại đòi thả cả A Kha, Trần Viên Viên khẩn cầu gã cứu con gái mình, gã thừa cơ đòi bà và Lý Tự Thành hứa gả A Kha cho mình và được đáp ứng, gã đón công chúa, bắt thêm Ngô Ứng Hùng làm con tin đề phòng Ngô Tam Quế phái binh đuổi giết, cả đoàn người ban hôn khởi hành về Bắc Kinh ngay lập tức, mang theo cả tên sứ giả Hãn Thiếp Ma. Đi được một đoạn thì được các huynh đệ Thiên Địa hội địa phương tới báo Ngô Tam Quế cho cao thủ cùng quân mai phục định cướp Ngô Ứng Hùng giữa đường rồi đánh giết, đoàn người chuyển hướng. A Kha sau khi biết về thân phận của mình, nhận ra sư phụ chỉ coi mình là công cụ báo thù, tức giận bỏ đi, Lý Tự Thành được Cửu Nạn tha mạng, đuổi theo con gái mình. Dọc đường Cửu Nạn dạy võ công cho Vi Tiểu Bảo nhưng gã lười biếng không học, bà đành mang môn khinh công oai trấn thiên hạ của Thiết Kiếm môn là Thần Hành Bách Biến ra dạy gã, nào ngờ gã học rất chăm chỉ môn công phu chạy trốn này, khinh công tiến bộ rất nhanh. Một ngày nọ gã nhỡ miệng hỏi xem Cửu Nạn có phải là người võ công đệ nhất thiên hạ hay không, khiến bà nhớ đến Viên Thừa Chí ngoài hải ngoại, nhất động tâm can, hôm sau không từ mà biệt, chỉ để lại thư từ biệt đồ đệ rồi ra đi.
Ra khỏi địa hạt Ngô Tam Quế, đám thị vệ đi cùng lại giở thói hống hách, hạch sách quan lại, bách tính dọc đường. Một hôm một toán thị vệ đi đánh bạc, đụng phải cao thủ võ lâm, một tên phải chạy về cầu cứu Vi Tiểu Bảo. Gã dẫn hai người Lục Cao Hiên và Bạn đầu đà đến sòng bạc, gặp một tên đầu đà béo tròn kỳ dị, một lão nhà quê, một lão ăn mày và Lý Tây Hoa - người quen cũ của Thiên Địa hội. Vi Tiểu Bảo vào đánh cùng, cãi nhau với tên đầu đà, sau đó bị hắn khống chế, hai người Bạn Lục vào cứu thì nhận ra đây là Sấu đầu đà (đầu đà gầy), sư huynh của Bạn đầu đà, cũng là người trong Thần Long giáo. Hắn sống chết đòi Vi Tiểu Bảo đưa thuốc giải Báo thai dịch cân hoàn, Vi Tiểu Bảo nhận ra hắn là người tình của thái hậu giả Mao Đông Châu. Ba người đánh bạc cùng bàn thấy thế cũng xông vào khống chế Sấu đầu đà, không cho lão làm bậy, lại bị Bạn Lục hai người khống chế lại. Bảy người đang giữ nhau thì Trịnh Khắc Sảng cùng A Kha, Phùng Tích Phạm và Lý Tự Thành xuất hiện, lão họ Phùng lén điểm huyệt cả bảy người. A Kha muốn đâm mù mắt Vi Tiểu Bảo, may được Song Nhi tới cứu. Sau đó thuộc hạ trong Thiên Địa hội tới, bọn Trịnh Khắc Sảng bỏ đi. Bảy người được giải huyệt, Sấu đầu đà cãi nhau với lão ăn mày rồi đánh nhau với lão một lúc, sau cùng bỏ đi, hai người Bạn Lục đuổi theo. Lão ăn mày cho quần hùng biết lão là Ngô Lục Kỳ, vừa làm Hồng Kỳ hương chủ Hồng Thuận đường trong Thiên Địa hội, vừa là Đề đốc Quảng Đông của nhà Thanh, cũng là gián điệp hai mang như Vi Tiểu Bảo, một vị hương chủ khác là Mã Siêu Hưng cũng đến, mọi người biết chuyện Trần Cận Nam bị Phùng Tích Phạm hãm hại, lại căm tức bị lão lén điểm huyệt, cùng nhau hẹn mang thuyền tới khúc sông lão đang ở để đánh úp.
Tới chỗ thuyền Trịnh Khắc Sảng đậu, chưa kịp tấn công, mọi người đã thấy Lý Tây Hoa từ đâu xông đến, thách thức Lý Tự Thành đánh nhau. Đánh một lúc, A Kha xin Trịnh Khắc Sảng nhờ Phùng Tích Phạm ra cứu cha mình. Phùng Tích Phạm nhảy ra thì ở một hướng khác, lão nhà quê trong sòng bạc trước đó xuất hiện tấn công. Lý Tây Hoa võ nghệ cao cường, sắp giết được Lý Tự Thành thì lại bị tiếng quát như sấm của lão làm giật mình, bị lão phản công, sắp bị giết thì lão nhận ra họ Lý là con trai của thuộc hạ cũ Lý Nham, năm xưa bị lão hồ đồ bức tử, nay con trai ông quay lại báo thù. Lý Tự Thành hối hận, thương tiếc Lý Nham, bằng lòng để cho Lý Tây Hoa giết mình, họ Lý thấy vậy nên không giết lão nữa mà bỏ đi. Mặt sông bên kia, Phùng Tích Phạm đấu với lão nhà quê, lão nhà quê tay cầm đao, võ công cực kỳ tinh diệu, chiêu nào cũng muốn lấy mạng họ Phùng. Bên phía Thiên Địa hội, Ngô Lục Kỳ nhận ra lão là Bách thắng đao vương Hồ Dật Chi, năm xưa nổi danh giang hồ, võ nghệ trác tuyệt, vẻ ngoài phong lưu tiêu sái, không hiểu tại sao lại biến thành một lão nhà quê bần tiện. Cùng lúc, nhân thuyền chỉ còn Trịnh Khắc Sảng và A Kha, Thiên Địa hội cho người bơi tới phá đổ thuyền, bắt được cả hai người, trói Trịnh Khắc Sảng lại, A Kha thì do là "vợ" của Vi hương chủ nên không ai động đến, chỉ rơi xuống nước rồi được vớt lên. Phùng Tích Phạm đánh không thắng nổi Hồ Dật Chi, suýt thất thủ mấy lần, lao xuống nước trốn mất. Ngô Lục Kỳ bèn mời Hồ Dật Chi lên thuyền mình trò chuyện.
Trong thuyền, Hồ Dật Chi giãi bày nỗi lòng khiến lão trở nên hèn mọn như vậy. Số là họ Hồ tiêu dao giang hồ, một đời ngạo nghễ, chỉ vì một lần nhìn qua khuôn mặt của Trần Viên Viên mà phượng đảo loan điên, từ đó vứt bỏ hết danh tiếng, khí phái mà trở thành một tên hạ nhân đi theo hầu hạ người đẹp. Với thân phận của lão thì cũng không có gì không xứng với tuyệt sắc danh kỹ Trần Viên Viên, nhưng lão là người đoan chính, mang thứ tình cảm thần thánh hóa, không dám thổ lộ mà chỉ mong người mình yêu được hạnh phúc. Vi Tiểu Bảo thì mê mẩn con gái Trần Viên Viên, cảm thấy có người "đồng chí đồng đạo" với mình, chuyện trò ngày càng tâm đầu ý hợp. Cách "yêu" của gã thì ngược với lão họ Hồ, thích ai phải lấy cho bằng được, kẻ nào tranh giành với gã gã đều muốn hãm hại. Hồ Dật Chi thấy vậy cực lực phản đối, vì thế cả hai một già một trẻ cãi nhau ỏm tỏi. Ngô Lục Kỳ và Mã Siêu Hưng thấy Vi Tiểu Bảo là thiếu niên, lại có vẻ vô lại nên cũng không để ý, nhưng ngay cả Bách thắng đao vương lừng danh mà cũng bị nữ sắc làm cho ngây ngốc, nhớ từng lời nói, ánh nhìn của Trần Viên Viên, cho rằng hai thằng đầy tớ này phát điên cả rồi, chán nản bỏ ra ngoài. Bên trong, Vi Tiểu Bảo và Hồ Dật Chi đã coi nhau là tri kỷ, bèn kết nghĩa huynh đệ, họ Hồ cho gã biết lão thấy Trần Viên Viên vì nhớ con mà lâm bệnh, mới đuổi đến đây để khuyên A Kha về thăm mẹ nhưng nàng không chịu, nay A Kha là ý chung nhân của Vi Tiểu Bảo nên xin phép gã cho nàng về. Vi Tiểu Bảo nói A Kha chỉ yêu Trịnh Khắc Sảng, khiến Ngô Lục Kỳ tức giận, muốn giết A Kha vì tội bất hiếu với mẹ, bất trinh với "chồng", chưa kịp ra tay thì Hồ Dật Chi nhanh tay hơn đã mang nàng đi mất. Vi Tiểu Bảo đánh Trịnh Khắc Sảng một trận rồi dọa nạt y đuổi đi. Sau đó thuyền lần lượt gặp được Song Nhi đi tìm Vi Tiểu Bảo và Trần Cận Nam, Vi Tiểu Bảo đưa các mảnh bản đồ đã lấy ra từ tất cả 8 bộ kinh cho sư phụ khiến ông vui mừng, nhưng vẫn bảo gã giữ lại. Vi Tiểu Bảo tặng Ngô Lục Kỳ khẩu súng lục của Ngô Tam Quế, Ngô Lục Kỳ kết bái huynh muội với Song Nhi, lại tặng lại cho nàng. Về nhà gã sai Song Nhi ghép bản đồ, ghép xong lại lấy các địa danh chữ Mãn Châu trong bản đồ ra đi hỏi sư gia, biết được kho báu và long mạch nằm ở chân núi Lộc Đỉnh trong dãy Trường Bạch sơn ngoài quan ngoại. Gã đốt bản đồ, từ đây bí mật về kho tàng mãi mãi nằm trong lòng một mình gã và tiểu a hoàn Song Nhi trung thành.

### Lưu lạc hàn xứ
Về kinh, Vi Tiểu Bảo vào gặp Khang Hy, nhà vua cho Ngô Ứng Hùng kết hôn với công chúa, ở lại kinh thành. Sau đó Vi Tiểu Bảo đưa Hãn Thiếp Ma vào để nhà vua thẩm vấn. Khang Hy cho gã biết rằng nhà vua đã cho chuẩn bị hỏa khí, sai hai giáo sĩ người Tây là Nam Hoài Nhân và Thang Nhược Vọng giám chế sản xuất súng thần công. Sau đó Khang Hy lệnh cho Vi Tiểu Bảo mang pháo đi đánh đảo Thần Long, do sau khi thẩm vấn Hãn Thiếp Ma biết được đảo Thần Long là lực lượng hải ngoại sẽ giáp công cùng Ngô Tam Quế. Vi Tiểu Bảo lãnh chỉ nhưng sợ hãi cao thủ Thần Long giáo, đang lo lắng thì chợt có tướng Thi Lang cầu kiến. Họ Thi vốn là thuộc hạ cũ của Trịnh Thành Công, ông nội Trịnh Khắc Sảng, là một tướng quân có tài thủy chiến, đồng liêu cũ của Trần Cận Nam sư phụ Vi Tiểu Bảo. Thi Lang vì đắc tội với vợ Trịnh Thành Công, cả nhà bị giam, y trốn được nhưng cả nhà bị Trịnh Thành Công giết chết, căm hận đầu hàng nhà Thanh, về sau suất lãnh thủy quân đánh bại Trịnh Thành Công mấy trận, khiến họ Trịnh rút ra Đài Loan. Thi Lang muốn triều đình nhà Thanh cho đi đánh Đài Loan trả thù, nhưng bị Khang Hy giữ ở lại kinh thành, mãi chưa có động tĩnh hay hiệu lệnh gì, lão sốt ruột chạy chọt khắp nơi, nay tìm đến Vi Tiểu Bảo, tặng y một cái bát lớn bằng ngọc. Vi Tiểu Bảo nảy ra ý cho Thi Lang đi đánh đảo Thần Long, hôm sau vào tâu với Khang Hy, được chuẩn tấu, nhà vua lại dặn hành động bí mật, nói thác ra ngoài là đi tới dãy Trường Bạch sơn, nơi phát tích của tổ tiên hoàng đế tế trời. Vi Tiểu Bảo để hai người Bạn đầu đà và Lục Cao Hiên ở lại kinh thành, kế đó giong thuyền ra khơi.
Ra tới gần đảo Thần Long, gã nghe Thi Lang bày kế, cứ lệnh cho quân sĩ y kế mà làm. Sau đó quan quân vớt được Sấu đầu đà trôi trên biển, Vi Tiểu Bảo hỏi ra mới biết trên đảo các sứ nội chiến, giáo chủ không ngăn được. Vi Tiểu Bảo nhớ Phương Di, lệnh cho Thi Lang công đảo nhưng không được hại phụ nữ, nói dối rằng cung nữ của hoàng đế cũng đang ở trên đảo, còn mình thì lên một hòn đảo gần đó, đặt tên là đảo Thông Ngật ngồi chờ kết quả. Thi Lang đánh tan đảo, giải phụ nữ vào cho Vi đại nhân kiểm tra. Xa xa gã thấy một con thuyền có chở Phương Di, nghe nàng kêu cứu vội vàng bơi thuyền nhỏ ra, chỉ có Song Nhi đi cùng. Lên thuyền mới thấy các cao thủ đệ nhất Thần Long giáo đã chiếm thuyền, Lục Cao Hiên và Bạn đầu đà trước đó đoán được ý định đánh đảo Thần Long, gã vừa đi khỏi thì hỏa tốc trở về cảnh báo. Vi Tiểu Bảo lại bị Phương Di lừa lần nữa. Thuyền đi mất, gã bị mang vào gặp giáo chủ, nhưng lại nhờ tài nịnh hót, lại đổ cho Sấu đầu đà nói bậy, mình đang trên đường đi tế trời, vì lo lắng cho giáo chủ nên mới vội vàng đánh đảo. Hồng giáo chủ kiến thức uyên bác, Vi Tiểu Bảo nói nửa thật nửa giả mới lừa được lão không giết mình, nhưng vẫn bị nhốt lại. Đêm đến Song Nhi lẻn vào cứu gã ra, hai người lên thuyền nhỏ bỏ trốn, lưu lạc tới hàn xứ Liêu Đông, cưỡi hươu đi mấy ngày tới quan ngoại thì nhìn thấy kỵ binh người Nga bắn giết, cướp của thợ săn Trung Quốc ở biên giới. Vi Tiểu Bảo hoảng sợ muốn trở về báo cho Khang Hy, sợ rằng nước Nga đã bắt đầu hưởng ứng Ngô Tam Quế, xâm phạm vào biên giới. Gã cùng Song Nhi đi tới tường thành Nhã Tát Khắc trên núi Lộc Đỉnh, nhận ra đây chính là nơi chôn kho tàng, gã nán lại thì bị lính canh Nga phát hiện, liền đâm chết tên lính, chui vào phòng gác, gặp công chúa Tô Phi Á, chị của Sa hoàng nước Nga. Gã nằm cạnh nàng trong mật đạo, nghe ở ngoài có Hồng giáo chủ tới kết hiếu với tướng Nga, hẹn nhau sau khi lật đổ nhà Thanh thì nước Nga phong vương cho lão. Hồng giáo chủ đi khỏi, Vi Tiểu Bảo bò ra, đang giới thiệu với công chúa thì Hồng giáo chủ lại ở ngoài xông vào định giết gã, may được công chúa bảo vệ. Công chúa thấy gã dễ thương nên rất thích, không làm khó, nhưng Vi Tiểu Bảo biết nếu bây giờ được nàng thả ra thì chắc chắn bị Hồng giáo chủ đánh chết, liền nài nỉ đi theo nàng. Hồng giáo chủ tức giận bỏ đi, còn Tô Phi Á đồng ý cho gã đi theo, đưa gã và Song Nhi về thủ đô Mạc Tư Khoa.
Về đến Mạc Tư Khoa, công chúa được thông báo là Sa hoàng Tây Áo Đồ đệ tam em trai cô đã chết, con của người vợ kế cha cô là Bỉ Đắc lên ngôi, thái hậu Natalia nắm quyền, sai giam Tô Phi Á lại, Vi Tiểu Bảo cũng bị nhốt cùng. Sau đó gã nhớ đến Võ Tắc Thiên, bèn khuyên công chúa dấy quân làm loạn. Bằng sự trợ giúp của Vi Tiểu Bảo và Song Nhi, Tô Phi Á kích động Cấm quân hỏa thương nước Nga nổi loạn, giết chết thái hậu Natalia, giam Bỉ Đắc lại. Đây là sự kiện có thật trong lịch sử nước Nga, chỉ có sự can dự của một nhân vật Trung Quốc thì không sử sách nào ghi chép. Cấm quân làm loạn ba ngày, giúp Tô Phi Á lấy lại quyền hành, nàng muốn lên làm nữ Sa hoàng nhưng vẫn còn một số đại thần quyền lực phản đổi. Nàng lại nhờ Vi Tiểu Bảo nghĩ cách, gã nhớ tới Nhiếp chính vương Đa Nhĩ Cổn nhà Thanh, tuy không lên ngôi nhưng hoàn toàn cầm quyền thay vua Thuận Trị cha Khang Hy, bèn khuyên công chúa học theo, không cần lên ngôi, chỉ cần nắm quyền là đủ. Tô Phi Á nghe theo, lập em cùng mẹ mình là Y Phàm lên ngôi Sa hoàng, khôi phục ngôi vị cho Bỉ Đắc làm đồng Sa hoàng, còn mình làm phụ chính, nắm hết quyền hành, hai Sa hoàng còn nhỏ, mọi chuyện đều nghe theo chị. Tô Phi Á phong Vi TIểu Bảo làm quan đại thần nước Nga, trách nhiệm giao hảo hai nước Nga Trung, sai quân kỵ binh Ca Tát Khắc cùng sứ thần mang lễ vật đưa gã về Bắc Kinh, lại viết thư kết hiếu với hoàng đế Trung Hoa. Về tới Bắc Kinh, mọi người từ nhà vua đến anh em Thiên Địa hội đều sửng sốt, vốn đã nghĩ gã bị lạc trên biển, có lẽ đã bỏ mình dưới đáy đại dương, giờ đây đột ngột trở về, oai phong lẫm liệt, còn có một đoàn người ngoại quốc hộ tống. Sứ thần đọc thư, nhà vua và quần thần không ai hiểu gì, ra lệnh Vi Tiểu Bảo dịch. Gã liền đem bài văn nịnh hót Hồng giáo chủ khi trước bị Lục Cao Hiên ép học thuộc ra đọc, nào là "...Văn thành võ đức, nhân nghĩa anh minh, thương sinh trạch bị, thọ dữ thiên tề...", vua Khang Hy biết gã đọc thuộc, nhưng không đoán được lai lịch sâu xa của bài văn, vẫn mặt rồng hớn hở, cười nói mê ly. Vi Tiểu Bảo thấy bài văn này dùng được, yên tâm tụng một mạch không sót chữ nào, chỉ bỏ đi mấy chi tiết liên quan đến Thần Long giáo. Nhà vua thấy gã triệt cho mình một lực lượng trợ giúp Ngô Tam Quế rất mạnh, từ kẻ thù trở thành đồng minh, rất đỗi hài lòng, có ý cho gã nghỉ ngơi, sai gã về quê nhà Dương Châu công cán.

### Kén mãnh tướng, kết bạn hiền / Về Dương Châu, quần...hồng hội
Khang Hy nhớ lại thảm kịch Dương Châu thập nhật, vẫn có ý muốn bù đắp cho bách tính Dương Châu, lần này sai Vi Tiểu Bảo về Dương Châu tuyên chỉ miễn thuế cho Dương Châu ba năm, lại xây dựng một ngôi Trung liệt từ thờ Sử Khả Pháp, tướng nhà Minh anh dũng giữ thành năm xưa. Lúc đầu gã còn nghe nhầm thành nhà vua muốn "trồng lật tử" (cây lê), làm nhà vua không nhịn được cười. Khang Hy còn giao cho Vi Tiểu Bảo trên đường tới Dương Châu thì dẫn quân đánh dẹp núi Vương Ốc, do tướng thuộc hạ cũ của Ngô Tam Quế là Tư Đồ Bá Lôi lãnh đạo, hẹn gã trình lên các phương cách công núi. Gã không biết đánh trận, muốn nhờ người giúp, nhớ tới khi đánh đảo Thần Long tất cả quan binh Thiên Tân đều nịnh bợ mình, chỉ có một tên phó tướng râu xồm không phục, tỏ ý coi thường mình. Vi Tiểu Bảo cho rằng những kẻ làm quan không có bản lĩnh thì chỉ biết nịnh hót, người như gã là một điển hình, còn kẻ có tài chắc chắn không bao giờ nịnh hót, tên râu xồm kia chắc là tướng giỏi, nhưng không nhớ nổi tên hắn, bèn triệu tất cả các võ tướng râu xồm ở Thiên Tân tới Bắc Kinh, làm quan Thượng thư Bộ Binh Minh Châu ngớ người kinh ngạc nhưng không dám hỏi nhiều. Vi Tiểu Bảo gặp được viên tướng kia, hỏi tên hắn là Triệu Lương Đống, khoản đãi rất hậu, hỏi về kế sách đánh núi, hôm sau vào trình bày với Khang Hy chu toàn phương lược. Nhà vua đoán được gã có người giúp, bèn thăng Triệu Lương Đống lên làm Tổng binh, để hắn chịu ơn Vi Tiểu Bảo tiến cử, dốc sức làm việc cho gã. Sau đó Vi Tiểu Bảo về phủ, Ngô Ứng Hùng cho người đến mời gã đến nhà, Vi Tiểu Bảo liền cùng Triệu Lương Đống cùng đi, tới nơi gặp ba tướng dưới quyền Ngô Phò Mã là Trương Dũng, Vương Tiến Bảo và Tôn Tư Khắc, mọi người uống rượu, còn Ngô Ứng Hùng ấp úng nhờ vả Vi Tiểu Bảo.
Trước đó, Khang Hy nhận được biểu xin triệt phiên của tam phiên: Bình Tây vương Ngô Tam Quế, Tĩnh Nam vương Cảnh Tinh Trung và Bình Nam vương Thượng Khả Hỷ, hiểu được ẩn ý thăm dò của tam phiên, xem hoàng đế có dám triệt bỏ chỗ trấn thủ của mình hay không. Khang Hy quyết ý triệt phiên, nói cho Vi Tiểu Bảo nghe trước, sau đó hội quần thần. Các quan đại thần ai ai cũng nói không nên triệt phiên, Vi Tiểu Bảo bèn thẳng thừng nói Ngô Tam Quế sắp làm phản, lý lẽ vừa ngây thơ vừa tức cười, nhưng mỉa mai các quan nhận biếu xén của Ngô Tam Quế hàng năm. Các quan thấy gã là sủng thần bậc nhất của hoàng đế, lại xấu hổ liền nhao nhao đổi ý khuyên nhà vua triệt phiên. Khang Hy cười thầm ban chỉ.
Vi Tiểu Bảo nghĩ Ngô Ứng Hùng đã bị công chúa thiến, không làm chồng nàng được, có lẽ là nhờ gã giúp Kiến Ninh công chúa sinh con. Đang mải suy tính thì Ngô Ứng Hùng nói tới chuyện triệt phiên, gã mới vỡ lẽ, không nhịn được cười. Ngô Ứng Hùng muốn nhờ gã nói giúp với hoàng đế rút lại thánh chỉ, không triệt phiên nữa, gã lại nghĩ tới chuyện riêng tư của vợ chồng Ngô phò mã. Gã ậm ừ rồi đi gặp công chúa. Ra ngoài sảnh thấy Triệu Lương Đống và Vương Tiến Bảo cãi nhau về các giống ngựa tốt, gã liền thách Ngô Ứng Hùng đua ngựa, tối về lại sai người đầu độc đàn ngựa Vân Nam của y.
Sáng hôm sau Vi Tiểu Bảo và công chúa vào cung gặp Khang Hy. Công chúa đi thỉnh an thái hậu nhưng bà là thái hậu thật, đâu phải Mao Đông Châu mẹ nàng, kiên quyết không gặp. Công chúa lại kéo Vi Tiểu Bảo vào cung của mình tằng tịu. Sau đó Khang Hy biết chuyện Vi Tiểu Bảo và Ngô Ứng Hùng đua ngựa, đoán được Ngô Ứng Hùng định trốn về Vân Nam, về tới nơi là Ngô Tam Quế lập tức khởi binh tạo phản, nhưng đã muộn, cho rằng không thể đuổi kịp y nữa. Vi Tiểu Bảo biết ngựa của y đã bị đầu độc, bèn xin đi bắt y lại.
Về đến nhà, gã sai bắt trói ba tướng trong phủ Ngô Ứng Hùng, dẫn Triệu Lương Đống đi đuổi bắt. Ba tướng thanh minh là trung thành với nhà Thanh, không chịu theo Ngô Tam Quế làm phản, mãi gã mới tin và cho đi cùng. Nhờ ngựa đã trúng độc, lại thêm kiến thức của Vương Tiến Bảo, gã dễ dàng bắt được Ngô Ứng Hùng giải về kinh. Bốn tướng đi cùng đều được thăng thưởng, trở thành bạn tốt của Vi Tiểu Bảo, ngay cả tên mã phu hạ độc ngựa cũng được làm quan nhỏ. Bốn vị Trương, Triệu, Vương, Tôn là có thật, về sau lập công với triều đình, được gọi là Hà Tây tứ tướng nhà Thanh.
Sau đó Vi Tiểu Bảo khởi hành đi Dương Châu, dẫn theo thuộc hạ trong Thiên Địa hội. Đến núi Vương Ốc, gã sai bốn tướng bao vây, chỉ cho bắt sống người trên núi, nghĩ cách không làm hại người phái Vương Ốc, cũng là người đồng đạo phản Thanh phục Minh. Đang ngẫm nghĩ thì quan quân bắt được một toán người trên núi xông xuống. Vương Tiến Bảo nhận ra kẻ dẫn đầu là Ba Lãng Tinh cận vệ của Ngô Tam Quế. Tên này mang theo một cái đầu người, tra hỏi ra đầu đuôi, vốn là Ngô Tam Quế chuẩn bị khởi binh, sai Ba Lãng Tinh tới núi Vương Ốc kêu gọi thủ lĩnh Tư Đồ Bá Lôi hưởng ứng. Tư Đồ Bá Lôi tưởng Ngô Tam Quế phò tá nhà Minh đòi lại giang sơn đã định đồng ý, nhưng sau đó biết lão định tự lập làm vua bèn cự tuyệt, bị Ba Lãng Tinh ám toán, cắt lấy đầu mang về, đúng lúc Vi Tiểu Bảo vừa vây núi. Vi Tiểu Bảo nghĩ ra cách, trói Ba Lãng Tinh lại, mang hắn và đầu Tư Đồ Bá Lôi lên trả cho phái Vương Ốc, gặp lại con trai Tư Đồ Bá Lôi là Tư Đồ Hạc, trước kia từng dẫn người vào quân trướng uy hiếp lúc gã đang đánh bạc, được gã tha về. Gã cho y biết mình vừa làm quan vừa là Hương chủ Thanh Mộc đường trong Thiên Địa hội, nay phụng mệnh đi dẹp núi Vương Ốc, không muốn hại người phái Vương Ốc nên lên núi chiêu an mọi người gia nhập Thiên Địa hội. Tư Đồ Hạc đồng ý, chặt đầu Ba Lãng Tinh tế cha rồi cùng toàn bộ người trên núi gia nhập Thiên Địa hội, đàn ông thì giả làm quân lính của Vi Tiểu Bảo, đàn bà trẻ con thì tạm đi sơ tán. Vi Tiểu Bảo cũng gặp lại Tăng Nhu, thấy nàng vẫn giữ xúc xắc mình cho, lại cải trang làm thân binh đi cùng mình, rất mừng rỡ.
Trên đường tới Dương Châu gã được hối lộ, biếu xén không ít tiền, người trong Thiên Địa hội cũng không nói gì, cho rằng Vi hương chủ cố tình đục khoét quan lại, có lợi cho việc lật đổ nhà Thanh sau này. Về tới Dương Châu, ban đầu gã muốn về "nhà" cũ ở, nhưng nghĩ lại thấy Khâm sai mà đặt hành xá trong kỹ viện thì còn ra thể thống gì nữa, chỉ dám nghĩ mà không dám nói ra. Gã nhớ lại ngày nhỏ từng bị nhục ở chùa Thiền Trí, muốn vào đây ở để tiện trả thù, các quan địa phương thấy không ổn, thuyết phục gã sang ở nhà một tên thương nhân giàu có tiếng ở Dương Châu. Vi Tiểu Bảo ngày nhỏ thường đứng ở ngoài tường nhà này, ao ước một ngày được vào trong nhìn ngắm, nay mời ba lần bảy lượt gã mới miễn cưỡng đến trú tạm. Ở mấy ngày được thết đãi liên miên, đàn ca sáo nhị không lúc nào thôi, nhưng gã là kẻ đầu đường xó chợ, bao nhiêu văn ca thơ phú nghe chỉ ngáp dài, bình sinh chỉ thấy khúc Thập bát mô của mấy cô ả gái điếm xinh xẻo là hay, mới hỏi ca kỹ trung niên nổi tiếng trước mặt hát bài đó, hỏi một cách vừa chán nản vừa bỡn cợt, khiến ca kỹ kia nhục nhã vứt đàn bỏ đi. Các văn quan thì sửng sốt vì Khâm sai đại thần quá thô thiển, còn võ tướng thì cảm thấy Khâm sai đại nhân đúng là đồng chí đồng đạo với mình. Sau đó gã tới chùa Thiền Trí chơi, đây là ngôi chùa có vườn hoa thược dược đẹp nổi tiếng Dương Châu, gã nhớ lại mối nhục năm xưa. Số là ngày nhỏ gã tụ tập cùng đám trẻ vô lại khác vào chùa chơi, thấy hoa đẹp bèn ngắt lên nghịch ngợm, sư trong chùa nhìn thấy ra đuổi, gã nhỏ con không chạy kịp, bị cho mấy bạt tai. Hôm sau gã quay lại cửa chùa, réo từ mẹ đức Như Lai đến con gái hòa thượng ra chửi rủa, đến khi sư trong chùa xông ra mới ba chân bốn cẳng bỏ chạy. Nay gã nhìn thược dược bèn nổi giận, đặt chuyện vua Khang Hy đang nuôi ngựa chiến, lại bắt Vương Tiến Bảo phụ họa rằng thược dược cho ngựa ăn rất tốt, ra lệnh cuốc sạch vườn thược dược để mang về cho ngựa chiến của vua ăn. Các quan hoảng sợ, chỉ có Tri phủ Dương Châu Ngô Chi Vinh muốn lấy lòng, cung cung kính kính nghe lệnh. Cũng may có Bố chánh sứ Mộ Thiên Nhan thấy Vi Khâm sai thích nghe kể chuyện, bèn lấy truyện Tứ tướng kế hoa yến, bốn người Hàn Kỳ, Vương Khuê, Vương An Thạch và Trần Thăng Chi cài hoa thược dược lên mũ rồi làm đến Tể tướng thời Bắc Tống, ví gã cũng như bốn người, sau làm đến Tể tướng, Thân vương, gã nghe bùi tai, lúc bấy giờ mới cứu được vườn hoa nổi tiếng trong Thiền Trí tự.
Vi Tiểu Bảo dự tiệc nghe hát mấy hôm, cảm thấy không có gì vui, không bằng lúc nhỏ còn là tên tiểu lưu manh nơi kỹ viện. Nghĩ là làm, gã cải trang thành thằng nhỏ rách rưới năm xưa, giắt theo một mớ ngân phiếu, đi thẳng đến Lệ Xuân viện. Về đến nơi, đi tìm mẹ, thấy mẹ đang mời rượu khách, nhìn kỹ mới giật mình hai người khách một là kẻ thù không đội trời chung Trịnh Khắc Sảng, người kia là A Kha mà gã ngày ngày mơ tưởng, nghe lén được chuyện họ hẹn Cát Nhĩ Đan và Tang Kết tại nơi này để tránh quan binh nhà Thanh. A Kha căm hận Vi Tiểu Bảo, bàn kế với Trịnh công tử làm sao hại gã ở Dương Châu. Gã nhìn thấy hai người tình tứ thì nộ khí xung thiên, định rút trủy thủ xông vào liều mạng, nhưng chưa kịp làm gì đã bị mẹ phát hiện, lôi vào phòng. Vi Xuân Phương vẫn không biết con mình nay đã làm quan lớn, sủng thần bậc nhất của hoàng đế, trong mắt bà gã vẫn là đứa trẻ ranh không tài cán gì. Hai mẹ con hàn huyên một lúc, Vi Tiểu Bảo lén đổ thuốc mê vào bình rượu, Vi Xuân Phương không biết bèn mang ra cho Trịnh Khắc Sảng và A Kha uống, sau đó cả ba người bất tỉnh, gã đang định giở trò với A Kha thì mẹ tỉnh dậy bắt gặp, tưởng gã ăn trộm của khách, lại thấy gã có nhiều tiền, nhất định không tin con mình đã phát tài, một mực bắt Vi Tiểu Bảo trả lại tiền cho khách, Gã nghe theo mẹ rồi bỏ về, trở lại bộ dạng quan lớn, dẫn theo Song Nhi, Tăng Nhu cùng tám tên thân binh đến Lệ Xuân viện, định ra oai một phen. Đến nơi không thấy mẹ đâu, gặp Tang Kết cùng Cát Nhĩ Đan đi cùng A Kỳ, tám thân binh bị đánh chết gần hết, Song Nhi và Tăng Nhu bị điểm huyệt. Tang Kết và Cát Nhĩ Đan biết Dương Châu có Khâm sai đại thần mới đến, định bắt mang về cho Ngô Tam Quế để lão trao đổi lấy Ngô Ứng Hùng từ Khang Hy, nay thấy Khâm sai chính là người quen cũ rất bất ngờ. Tang Kết định giết gã, gã bèn hoa ngôn xảo ngữ một hồi, nói chuyện Khang Hy thèm muốn Trần Viên Viên, Ngô Tam Quế mới khởi binh chống lại. Tang Kết và Cát Nhĩ Đan là người ngoại biên, tưởng thật, cho rằng mình ra sức cho lão chẳng qua chỉ là giúp lão giữ vợ, còn mình chẳng được lợi gì. Vi Tiểu Bảo lại nói rằng hai người muốn làm Chuẩn Cát nhĩ Mông Cổ hay Phật sống Tây Tạng Khang Hy đều có thể đáp ứng, so với Ngô Tam Quế còn đảm bảo hơn. Cát Nhĩ Đan vốn không có thù oán gì với Vi Tiểu Bảo, còn Tang Kết bị mất mười đầu ngón tay, chết mất mười hai tên sư đệ về tay thầy trò Cửu Nạn, nhưng sự đã rồi bèn bỏ qua, đồng ý không giúp Ngô Tam Quế nữa. Ba người liền kết làm huynh đệ. Vừa kết bái xong thì một đám quy nô và kỹ nữ lạ mặt bước vào, Vi TIểu Bảo nhận ra là người Thần Long giáo, liền lừa cho họ uống rượu thuốc mê trước đó, nói với Tang Kết và Cát Nhĩ Đan rằng họ là người của Ngô Tam Quế. Cả đám người đánh nhau, bốn kỹ nữ giả trúng thuốc mê đều lăn ra bất tỉnh, A Kỳ bị điểm huyệt, Tang Kết và Cát Nhĩ Đan đánh với Lục Cao Hiên, Bạn Sấu hai đầu đà, đuổi nhau ra khỏi Lệ Xuân viện. Chỉ còn một mình Vi Tiểu Bảo, gã qua xem mẹ mình, thấy bà chỉ bị điểm huyệt bất tỉnh, rũ lớp hóa trang bốn kỹ nữ thì thấy Mộc Kiếm Bình, Phương Di, Hồng phu nhân và thái hậu giả Mao Đông Châu, liền ôm cả bốn lên giường, mang thêm A Kha, Song Nhi và Tăng Nhu lên, còn định ôm nốt cả A Kỳ, nhưng nhớ ra cô ta là người yêu của huynh đệ Cát Nhĩ Đan nên thôi. Gã tung chăn chui vào giường, trong đêm tối lẹo tẹo được với ba người không rõ là ai thì trời tảng sáng, mọi người dần tỉnh lại, thuộc hạ trong Thiên Địa hội tìm tới, gã liền sai trói Trịnh Khắc Sảng và Mao Đông Châu lại, kiệu A Kỳ về hành xá, sáu cô gái còn lại vẫn ở trên giường, sai một đám thân binh khiêng cả cái giường về, bách tính Dương Châu không ai không kinh ngạc, còn quan quân thủ hạ tưởng Khâm sai bắt được phản tặc nhốt trong giường, cứ khiêng về không dám hỏi nhiều. Về đến nơi, gã lại chui vào giường, bị Hồng phu nhân kẹp cổ, sau đó Song Nhi điểm huyệt Hồng phu nhân khiến nàng không làm gì được, gã sai quân xích Hồng phu nhân cùng Phương Di lại, cợt nhả A Kha, dọa chặt tay chân Trịnh công tử của nàng khiến nàng òa khóc. Tăng Nhu thấy vậy định bỏ đi vì thấy Vi Tiểu Bảo ép bức dân nữ, gã đành nhượng bộ, thả A Kha, Trịnh Khắc Sảng và Phương Di ra, hai cô gái đi thẳng. Một lát sau Lục Cao Hiên tới, nói Hồng giáo chủ đã bắt được hai huynh đệ kết nghĩa của gã, muốn đổi Hồng phu nhân và Mao Đông Châu về, gã chỉ cho đổi Hồng phu nhân. Hai người Tang Kết và Cát Nhĩ Đan tới phủ, khen gã nghĩa khí, viết hai tấu chương để gã mang về dâng Khang Hy, nói sẽ trở mặt với Ngô Tam Quế, dốc sức với nhà Thanh.
Hôm sau Tri phủ Ngô Chi Vinh tìm đến gặp Vi Tiểu Bảo, trình lên mấy cuốn sách của Cố Viêm Vũ, có chứa mấy lời lẽ không tôn kính nhà Thanh. Lão định dùng cách cũ để thăng tiến, nào ngờ trên đời chỉ có một người là Ngao Bái tâm đầu ý hợp, lão lại không biết Ngao đại nhân chết dưới tay Vi Khâm sai đang ngồi trước mặt mình. Vi Tiểu Bảo vốn mù chữ, nghe Ngô Chi Vinh nói chẳng hiểu gì, mặc kệ lão, lão thấy không ổn lại nói chuyện mình tóm được ba người Cố Viêm Vũ, Lã Lưu Lương và Hoàng Tông Hy về tra hỏi, bắt được trong người họ một lá thư của Ngô Lục Kỳ, phát hiện Ngô Lục Kỳ định làm phản nhà Thanh, vui mừng khôn xiết, lập tức mang đi tố cáo với Khâm sai, nhưng đen đủi gặp phải Vi Tiểu Bảo. Vi Tiểu Bảo giật mình, lập tức sai lão đưa ba người Cố Lã Hoàng tới chỗ mình, Song Nhi thấy Ngô Chi Vinh liền cầu xin Vi Tiểu Bảo giúp nàng trừng trị lão, trả thù cho Trang gia, gã đồng ý. Ngô Chi Vinh giải ba người đến, Vi Tiểu Bảo cho họ biết mình là Hương chủ Thiên Địa hội, bàn với quần hùng Thiên Địa hội tìm cách đối phó. Sau cùng gã nhờ Lã Lưu Lương viết một bức thư giả mạo Ngô Tam Quế gửi cháu mình là Ngô Chi Vinh (lão trước đã mạo nhận là cháu Bình Tây vương), lời lẽ như chuẩn bị khởi sự tạo phản. Sau đó gã cầm thư mang ra cho hai thượng ty của Ngô Chi Vinh xem, lại nhận được tin Ngô Tam Quế đã tạo phản thật, hoàng đế triệu gã về kinh ngay lập tức. Vi Tiểu Bảo thả ba người Cố Hoàng Lã, ra lệnh bắt trói Ngô Chi Vinh mang về Bắc Kinh, giải thêm cả Mao Đông Châu về nộp cho thái hậu. Gần tới Bắc Kinh, gã cùng quần hùng Thiên Địa hội mang theo Ngô Chi Vinh rẽ về hướng Trang gia.
Đoàn người ghé váo một quán cơm, cùng lúc một toán quan quân và một gia đình gồm một gã trung niên ho lao, hai ông bà già, hai tên gia nhân và hai bộc phụ cũng vào. Toán quan quân mang theo công văn hỏa tốc về Bắc Kinh, gã hán tử bệnh hoạn kia dường như không biết đạo lý gì, cứ tùy tiện giằng lấy, mở xem rồi xé mất, lại một mình đánh tan cả đám quan quân. Quần hùng thấy y bệnh hoạn, chân tay co quắp nhưng võ nghệ cao cường, nội lực cực kỳ thâm hậu, lại gọi tên Hán gian Ngô Tam Quế là Bình Tây vương một cách nể trọng, liền bỏ ra khỏi quán. Một lúc sau gia đình này đuổi tới, tên ho lao kia võ công cao cường nhưng có vẻ si ngốc như đứa trẻ con, chỉ muốn chơi đùa, hành hạ quần hùng thê thảm. Vi Tiểu Bảo và Song Nhi chạy trốn, tên kia lại tưởng gã chơi đuổi bắt, đuổi gã một hồi, Vi Tiểu Bảo dùng Thần Hành Bách Biến tránh né, sau cùng không chạy nổi nữa, thấy tên này võ nghệ cao cường nhưng là gã ngốc, bèn hô đổi lượt, xông tới bắt y, quả nhiên y bỏ chạy thật, chạy đến mức lại lên cơn ho lao. Hai ông bà già đi cùng là cha mẹ y, thấy vậy tức giận xông vào khống chế Vi Tiểu Bảo, võ công tựa hồ còn hơn con trai mình rất xa. Vi Tiểu Bảo thấy đám người này gọi Ngô Tam Quế là Bình Tây vương, bèn mạo nhận mình là Ngô Chi Vinh cháu lão, huyên thuyên một hồi, lại đưa bức thư giả lúc trước ra, họ tin theo, tha cho thuộc hạ Thiên Địa hội của gã. Gã bèn rủ họ đi theo mình lên kinh thành, dặn Song Nhi đi trước về Trang gia, sau đó chính gã cùng quần hùng Thiên Địa hội dẫn cả gia đình đi sau, cũng tới Trang gia. Tại đây Song Nhi đã chuẩn bị nước pha thuốc mê, cả gia đình kia uống lăn ra bất tỉnh. Vi Tiểu Bảo mang Ngô Chi Vinh vào giao cho Tam thiếu phu nhân, gặp một phụ nữ khá lớn tuổi, được biết đây là người cứu và dạy võ cho các quả phụ Trang gia. Bà ta nói người mà gã đánh thuốc mê là nhị sư bá Quy Tân Thụ của bà, có ngoại hiệu là Thần quyền vô địch, một trong ba đệ tử của Thần Kiếm Thiên Viên Mục Nhân Thanh phái Hoa Sơn. Bà ta là Hà Thiết Thủ, có một bàn tay giả bằng móc sắt, năm xưa là giáo chủ Ngũ Độc giáo, sau đó bái Viên Thừa Chí làm sư phụ, đổi tên là Hà Dịch Thủ, sống ở hải ngoại, không dùng thuốc độc nữa. Lúc đó tới Trung Nguyên có việc, thấy Song Nhi trở về, hỏi qua biết kẻ nàng định đánh thuốc nội công thâm hậu, thuốc mê tầm thường không làm gì nổi, ngứa nghề năm xưa liền thay thuốc khác vào, sau mới biết là vợ chồng Quy sư bá, Quy nhị nương và con trai Quy Chung, Quy Chung bệnh nặng từ khi lọt lòng mẹ, được mẹ nuông chiều, không rời nửa bước, luyện được võ công cao cường nhưng hơn bốn mươi tuổi vẫn si ngốc như một đứa trẻ. Vi Tiểu Bảo thấy bà ta thú vị, liền giở giọng nịnh hót, gọi bà ta là sư phụ, được bà ta ưa thích, cho một hộp ám khí Hàm sa xạ ảnh buộc vào thắt lưng, sau đó Hà Dịch Thủ đi mất. Vi Tiểu Bảo khám người gã bệnh hoạn, phát hiện một cái đầu người, mở ra thì là đầu của Ngô Lục Kỳ. Quần hùng đau đớn, chuẩn bị giết cả ba thì Trần Cận Nam và những thuộc hạ khác dưới quyền Ngô Lục Kỳ trong Thiên Địa hội đã đuổi tới nơi. Mọi người hỏi ba người nhà họ Quy, được họ nói nghe Ngô Tam Quế cho biết Ngô Lục Kỳ là tên đại Hán gian, đi giết Ngô Lục Kỳ rồi tới kinh thành giết hoàng đế. Sau khi được biết Ngô Lục Kỳ là người trong Thiên Địa hội, mình bị Ngô Tam Quế lừa giết nhầm người, Quy nhị nương và Quy Tân Thụ hổ thẹn định tự vẫn nhưng Trần Cận Nam ngăn lại, hai người đành dự tính đi giết hoàng đế xong sẽ tự sát để tạ lỗi. Trần Cận Nam hẹn tất cả mọi người tới Bắc Kinh sẽ tập trung ở phủ Bá tước của Vi Tiểu Bảo để bàn kế.

### Bại lộ thân phận, ra đảo lánh thân
Vi Tiểu Bảo về chỗ quan quân, cùng nhau về Bắc Kinh, đến tối Thiên Địa hội, Mộc gia, phái Vương Ốc và ba người họ Quy đến nhà gã. Quần hùng tranh cãi một trận, Quy gia muốn giết hoàng đế trước, còn Thiên Địa hội và Mộc gia muốn để Ngô Tam Quế và Khang Hy đánh nhau, mình ở giữa đắc thể, Vi Tiểu Bảo cũng quyết không muốn bạn thân mình bị "ba con rùa đen hồ đồ" này hại chết. Về sau Vi Tiểu Bảo gieo xúc xắc với Quy Chung, ai thắng thì sẽ theo kế người đó, vốn dĩ là gã thắng, nhưng Quy Tân Thụ vận công thổi hơi khiến xúc xắc dừng rồi lại lăn khiến gã thua. Trần Cận Nam cũng dặn Vi Tiểu Bảo để yên cho ba người hành động, không được cảnh báo hoàng đế. Vi Tiểu Bảo không dám trái lời sư phụ, bèn vào thư phòng viết mật thư. Gã vẽ mấy nét, tên thân binh hầu bên cạnh thấy Vi tước gia nét bút phóng khoáng, tưởng gã họa tranh chữ thủy mặc, đang khen thầm thì ngài ngẩng lên hỏi "Ta viết chữ Tiểu như thế này có đúng không" làm hắn giật mình. Viết xong mật thư, vừa đưa cho Trương Dũng mang vào cho Khang Hy thì bị Quy nhị nương giật lấy, cũng may gã chỉ vẽ nên mụ không hiểu, để cho Trương Dũng đi, nhưng Quy Tân Thụ cũng kịp vỗ lên vai Trương Dũng một chưởng, sau đó ba người cùng nhau ra khỏi phủ Bá tước, Quy Tân Thụ còn đấm vỡ đầu con sử tử đá trước cổng, cảnh cáo Vi Tiểu Bảo không phá hoại chuyện của lão. Trương Dũng ra cửa một lúc thì lăn ra ngất xỉu, Vi Tiểu Bảo sai Triệu Lương Đống, Vương Tiến Bảo và Tôn Tư Khắc mang mật thư vào thay, dặn đưa cho Khang Hy gấp để hoàng đế đề phòng.
Sáng hôm sau vẫn chưa có động tĩnh gì, Vi Tiểu Bảo đoán Quy gia chưa thành công, bèn mang theo tấu chương của Tang Kết và Cát Nhĩ Đan, giải Mao Đông Châu vào cung. Khang Hy mừng rỡ, thấy tên tiểu lưu manh bên cạnh mình dễ dàng triệt đi hai cánh quân hỗ trợ Ngô Tam Quế chẳng mất công sức nào, gã lại bắt được thái hậu giả, có công rất lớn, cho gã biết mình đã chém đầu Ngô Ứng Hùng. Khang Hy nghĩ đến công nuôi dưỡng, không nỡ xử bà ta, sai mang tới cho thái hậu tùy ý xử lý. Vi Tiểu Bảo ra ngoài, gặp ba người nhà họ Quy cải trang làm thị vệ. Ba người tìm mãi không gặp được hoàng đế, sốt ruột bắt ép Vi Tiểu Bảo dẫn đi tìm. Chợt có hai cỗ kiệu của hoàng thái hậu và hoàng thái phi đi qua. Vi Tiểu Bảo bèn đánh lừa ba người, nói kiệu hoàng thái phi là kiệu hoàng đế, cả ba xông lên đánh giết, đâm chém cỗ kiệu kia rồi bỏ chạy mất. Vi Tiểu Bảo chạy ra thỉnh an thái hậu, rồi mở rèm cỗ kiệu kia ra, thấy người chết không phải hoàng thái phi mà là Mao Đông Châu và Sấu đầu đà. Sấu đầu đà biết Vi Tiểu Bảo chắc chắn sẽ mang người tình của mình đến cho thái hậu xử lý, y lẻn vào cung, phục trong giường thái hậu, uy hiếp bà hộ tống cả hai ra khỏi cung, giữa đường lại bị Quy gia giết nhầm mất. Vi Tiểu Bảo cứu thái hậu, lại lập công lớn. Vua Khang Hy biết liền dẫn gã về thư phòng hỏi chuyện.
Nhà vua nói rằng mình đã biết kẻ hành thích kia là Thần quyền vô địch Quy Tân Thụ, Vi Tiểu Bảo nghe thấy mà chân tay rụng rời, kế đó nhà vua đọc lên khẩu hiệu của Thiên Địa hội, lại lấy ra một danh sách những người tụ tập tại nhà gã không thiếu một ai. Thân phận hai mang của Vi Tiểu Bảo đã bại lộ. Nhà vua coi gã là bạn thân, lại thấy gã lập được nhiều công lớn, hết sức trung thành, cho gã cơ hội phản Thiên Địa hội, lấy công chuộc tội. Đang nói dở thì thị vệ áp giải ba người nhà họ Quy vào. Ba người đánh nhau với thị vệ, giết vài chục người, làm bị thương hơn bảy mươi người, sức lực đã cạn kiệt, thấy Vi Tiểu Bảo đứng cạnh Khang Hy, tức giận chửi gã là tên Hán gian. Quy Tân Thụ vận nốt chút khí lực còn lại giật tung xích trói, ném Quy Chung ra ngoài, rồi hai vợ chồng lão xông vào định giết Khang Hy và Vi Tiểu Bảo, Vi Tiểu Bảo ôm vua lăn xuống gầm giường né tránh, vợ chồng họ Quy kiệt sức bị thị vệ giết chết, Quy Chung xông vào cũng bị giết nốt. Khang Hy thấy Vi Tiểu Bảo lại cứu mình, ra lệnh cho Đa Long canh giữ gã trong cung, cho gã biết đã sai bố trí đại pháo chĩa vào nhà gã, đến đêm sẽ nổ súng giết sạch phản tặc Thiên Địa hội.
Vi Tiểu Bảo không biết làm sao, đành làm dấu hẹn Đào Hồng Anh tới để gã nhờ đi báo tin. Nào ngờ trời ngày càng tối vẫn không thấy bà đâu, đúng lúc có tiểu thái giám mang cơm tới. Chỉ có gã và Đa Long trong phòng, gã bèn rút trủy thủ đâm chết Đa Long và thái giám kia, đổi quần áo cho hắn, đang định trở ra để đi báo tin thì gặp công chúa Kiến Ninh ngồi kiệu tới. Công chúa nói đã có thai với gã, đúng lúc Đào Hồng Anh tới, gã bảo công chúa đưa mình ra khỏi cung rồi sẽ lấy nhau, công chúa đồng ý, đưa gã về phủ Bá tước. Về đến nơi, gã bắt tên chỉ huy Tiền Phong doanh vào phủ mình, ép y gọi quân vào trong, Quần hùng Thiên Địa hội lập tức lột quần áo cải trang, đi thoát được ra ngoài, Vi Tiểu Bảo dẫn theo công chúa, Tăng Nhu và Mộc Kiếm Bình, còn Song Nhi cùng một thuộc hạ dưới quyền Vi Tiểu Bảo là Phong Tế Trung đã ra ngoài tìm gã. Đoàn người cưỡi ngựa bỏ chạy được một lúc thì nghe tiếng pháo đã bắn tan tành phủ Bá tước, đám ngựa lại lần lượt lăn ra chết, do Khang Hy đã cho hạ độc trước đó. Mọi người chia nhau ra chạy, Vi Tiểu Bảo dẫn ba cô gái trốn vào ruộng dưa, Triệu Lương Đống đuổi tới, không nỡ bắt gã về, cho gã tiền rồi dẫn quân đi hướng khác. Đi xa hơn một đoạn, bốn người gặp phải Hồng giáo chủ cùng thuộc hạ, cũng cùng lúc Vương Tiến Bảo và Tôn Tư Khắc tới. Vi Tiểu Bảo thấy thà để họ bắt mình về, Khang Hy có lẽ còn niệm tình không giết, nếu không rơi vào tay Hồng giáo chủ thì chắc chắn phải chết, bèn xin với họ đưa mình đi. Vương Tiến Bảo và Tôn Tư Khắc không hiểu ý, không đưa gã về, lại để lại ngựa cho gã trốn. Cuối cùng gã cùng ba cô gái bị đưa về đảo Thần Long.
Đảo Thần Long trước đó đã bị Vi Tiểu Bảo cho quân bắn phá, suy sụp tan hoang, Hoàng Long sứ muốn giết gã nhưng giáo chủ ngăn lại, nói gã biết bí mật trong kinh thư, cần có kho báu để khôi phục lại Thần Long giáo nên chưa giết vội. Hồng giáo chủ chỉ còn vài thuộc hạ là Bạn đầu đà, Lục Cao Hiên, Hoàng Hắc Thanh Xích tứ sứ, phu nhân Tô Thuyên và Phương Di, mọi chuyện lớn nhỏ chỉ còn họ xử lý. Năm người Bạn Lục Hắc Thanh Xích xin giáo chủ thuốc giải độc để tận tâm làm việc, chỉ có Hoàng Long sứ giở giọng nịnh bợ khiến những người còn lại tức giận, giáo chủ muốn thu phục nhân tâm nên giết y đi, đưa cho mỗi người còn lại hai viên thuốc. Lục Cao Hiên không uống một viên, nói đây là thuốc độc, y đã xem được công thức, nói lộ ra chuyện Hồng phu nhân tự ý nhờ mình lấy thuốc của giáo chủ để uống. Giáo chủ chất vấn phu nhân, đột nhiên nàng buồn nôn, Kiến Ninh công chúa thấy thế bèn nói phu nhân đã có thai. Hồng giáo chủ vốn luyện công mấy năm, không được gần nữ sắc, nay đột nhiên phu nhân mang thai, tức giận nghi ngờ thuộc hạ, sau đó vừa xấu hổ vừa muốn bịt miệng, xông đến đánh vào đầu Lục Cao Hiên khiến y vỡ sọ chết ngay lập tức. Bốn người kia thấy giáo chủ muốn giết sạch thuộc hạ liền xông vào ác đấu. Hồng giáo chủ võ công hơn hẳn bốn người, tay không vẫn quyền đấm chưởng đỡ, chỉ là nếu giết được một người thì sẽ bị ba người còn lại đánh trúng nên hai bên vẫn bất phân thắng bại. Vi Tiểu Bảo lợi dụng lúc năm người đang đánh nhau, dắt Kiến Ninh, Tăng Nhu và Mộc Kiếm Bình chạy trốn, chợt thấy Tô Thuyên cùng Phương Di đuổi theo, đòi đi cùng gã. Mộc Kiếm Bình khuyên Phương Di theo về với Vi Tiểu Bảo, gã nhận ra nàng do bị ép uống thuốc độc nên bị Hồng phu nhân khống chế, bèn tha thứ cho nàng. Gã lại định dẫn cả Hồng phu nhân đi thì giáo chủ ở đằng sau đuổi tới, lão đã giết được hai người nhưng cũng bị thương, đuổi theo gọi phu nhân quay về với mình. Thanh Long sứ và Hắc Long sứ chưa chết vẫn đuổi giết, lão giết nốt cả hai, bị vũ khí của họ cắm lên người, bị thương nặng, xông đến trách phu nhân không giúp mình, nói nàng là phản đồ. Phu nhân tuyệt tình, nói rằng căm hận lão ép nàng làm vợ, bị lão bóp cổ. Vi Tiểu Bảo thấy vậy bèn ôm một tảng đá lớn ném vào đầu Hồng giáo chủ, bị lão đuổi giết, sau đó gã dùng đúng chiêu mà giáo chủ đã dạy mình khi trước, cưỡi lên cổ lão ấn vào hai bên thái dương. Giáo chủ đã kiệt sức, lại bị thương nặng, ngã gục xuống, trước khi chết lão vẫn hỏi Tô Thuyên về đứa con trong bụng nàng, biết được là con của Vi Tiểu Bảo nên uất lên rồi chết. Vi Tiểu Bảo dẫn năm cô gái sang đảo Thông Ngật, Tô Thuyên cũng trở thành vợ gã, cho Phương Di thuốc giải, năm người gọi nhau là chị em. Vi Tiểu Bảo có năm người đẹp bên cạnh, nhưng vẫn nhớ Song Nhi và A Kha.
Lên đến đảo Thông Ngật, thấy xa xa có hai con thuyền đuổi nhau. Một thuyền bị bắn chìm, người trên thuyền lên thuyền nhỏ bơi vào đảo, Vi Tiểu Bảo nhận ra là sư phụ mình, thuộc hạ Phong Tế Trung trong Thanh Mộc đường, trong đám người còn có Song Nhi, A Kha, lại thêm hai thầy trò Trịnh Khắc Sảng. Con thuyền lớn kia cũng thả thuyền nhỏ xuống, do Thi Lang suất lãnh quân Thanh lên bắt người. Năm cô vợ của Vi Tiểu Bảo đã lánh trên núi, gã cùng Song Nhi, A Kha xông vào giúp sư phụ đánh quân Thanh, chỉ có Trịnh Khắc Sảng sợ chết nên núp sau tảng đá không ra đánh. Trần Cận Nam đánh thắng Thi Lang, khống chế họ Thi, nói sẽ tha chết nếu lão chịu phản lại nhà Thanh, trở về Đài Loan. Trịnh Khắc Sảng mắng ông, chửi Thi Lang, nhân lúc Trần Cận Nam không để ý, Thi Lang bỏ chạy về thuyền. Trần Cận Nam đang nhìn theo thì bị Trịnh Khắc Sảng đâm sau lưng một kiếm. Vi Tiểu Bảo thấy sư phụ bị ám toán, tức giận hô các huynh đệ trong Thiên Địa hội xông vào đánh thầy trò Trịnh Khắc Sảng. Đánh nhau thật thì gã không phải là đối thủ của họ Trịnh, suýt bị Trịnh Khắc Sảng giết chết thì A Kha ngăn lại, gã liền chạy lên sườn núi gọi năm người vợ ra trợ giúp. Phùng Tích Phạm muốn giết Vi Tiểu Bảo, ôm Trịnh Khắc Sảng đuổi theo, lên sườn núi bị Tô Thuyên xông ra tấn công, sau đó Vi Tiểu Bảo dùng Hàm sa xạ ảnh bắn hết vào người lão và Trịnh Khắc Sảng, khiến cả hai ngứa ngáy toàn thân, không động đậy được. Vi Tiểu Bảo tới đỡ sư phụ, ông trăng trối vài lời, lại dặn gã không được giết Trịnh Khắc Sảng báo thù rồi mất. Gã tức giận xông vào đánh họ Trịnh, đòi tiền y, nếu không trả tiền thì mỗi lượng bạc đâm một nhát. Trịnh Khắc Sảng đương nhiên không mang theo tiền, lại sợ chết liền đem A Kha ra gán nợ, nói rằng nàng đã có thai với Vi Tiểu Bảo, suốt ngày chỉ nhớ nhung gã. Vi Tiểu Bảo nguôi giận, tha cho y về. Đúng lúc đó Phong Tế Trung tiến đến, khuyên gã bắt Trịnh Khắc Sảng về nộp cho hoàng đế, Vi Tiểu Bảo nhận ra họ Phong chính là gián điệp của Khang Hy, đêm hôm bắn pháo không có mặt hắn là do hắn đã biết trước, dắt Song Nhi đi để lấy lòng Vi Tiểu Bảo, về sau có làm quan cũng không bị gã căm thù. Phong Tế Trung thấy Vi Tiểu Bảo không định nghe theo mình liền khống chế gã, định bắt cả gã và họ Trịnh về nộp cho Khang Hy. Công chúa tức giận cầm đao chém Phong Tế Trung, y không dám đánh trả mà chỉ né, Vi Tiểu Bảo thoát ra được rồi bỏ chạy. Phong Tế Trung đuổi theo bị Song Nhi rút súng bắn chết. Diệt xong phản đồ, Vi Tiểu Bảo lại chạy theo đòi tiền Trịnh Khắc Sảng, cắt đầu ngón tay y, bắt viết giấy nợ 380 vạn lượng bạc rồi mới cho đi. Chỉ còn lại mình gã cùng bảy cô gái ở lại trên đảo Thông Ngật, ngày ngày săn bắn hái lượm nuôi nhau.
Một thời gian sau, Vương Tiến Bảo dẫn thuyền tìm tới, truyền chỉ Khang Hy. Nhà vua gửi đến vài bức tranh vẽ những kỷ niệm của ngài với Vi Tiểu Bảo, viết chỉ trách móc gã không nhớ bạn bè "Tiểu Quế tử, con mẹ nó, ngươi đi đâu thế? Ta nhớ ngươi lắm, thằng đầy tớ xấu xa nhà ngươi vô tình vô nghĩa, quên lão tử rồi à?...", dỗ dành gã trở về dẹp Thiên Địa hội. Vi Tiểu Bảo không chịu về, Vương Tiến Bảo sai dựng nhà, để lại đồ đạc, vật dụng cần thiết, rồi gọi quan quân lên đánh bạc với Vi Tiểu Bảo một trận. Sau đó A Kha, Tô Thuyên và Kiến Ninh công chúa lần lượt sinh ba đứa con, gã gieo xúc xắc đặt tên là Vi Hổ Đầu, Vi Đồng Trùy và Vi Song Song.
Khang Hy sai người mang quân ra đảo, lấy cớ bảo vệ công chúa, thực chất là giam lỏng Vi Tiểu Bảo trên đảo, lại sai Triệu Lương Đống và Tôn Tư Khắc ra đảo hai lần nữa, nói rằng Vi Tiểu Bảo tiến cử bốn tướng Trương Triệu Vương Tôn, lập công lớn trong chiến dịch đánh Ngô Tam Quế, thăng cho gã làm Tam đẳng rồi Nhị đẳng Thông Ngật Bá tước. Gã hỏi chuyện hai người, biết Ngô Tam Quế bị bọn Trương Dũng, Triệu Lương Đống đánh thua liên miên, liền tự lên ngôi hoàng đế, không bao lâu thì chết, cháu nội Ngô Thế Phiên kế vị. Triệu Lương Đống đánh thẳng vào Côn Minh, bắt giết quan tướng, Ngô Thế Phiên tự sát, lực lượng Ngô Tam Quế bị dẹp tan. Gã nhớ đến Trần Viên Viên nhưng rồi lại yên tâm, biết Hồ Dật Chi sẽ bảo vệ bà an toàn, chỉ lo Hồ nghĩa huynh gã ôm Trần Viên Viên, từ anh em trở thành bố vợ, không biết xưng hô thế nào.
Vi Tiểu Bảo sống trên đảo mấy năm, tuy có bảy người đẹp bên cạnh nhưng quanh đi quẩn lại không có gì vui vẻ nhiệt náo, ngày càng chán nản. Một hôm đang câu cá, nằm ngủ gật thì nghe tiếng pháo, gã vội vàng ra xem thì thấy hai chiếc thuyền, một chiếc sơn cờ Đài Loan. Gã hoảng sợ tưởng Trịnh Khắc Sảng đến trả thù, sau mới vỡ lẽ là Thi Lang. Lão Thi dẹp tan thế lực họ Trịnh ở Đài Loan, vua Khang Hy nói lão được thành công, thăng quan tiến tước đều là nhờ Vi Tiểu Bảo, sai lão đến đảo Thông Ngật ban chỉ phong Vi Tiểu Bảo thành Nhất đẳng Thông Ngật bá. Thi Lang lấy được thuyền Đài Loan, thuyền đi nhanh, lại muốn khoe khoang nên cứ để cờ hiệu cũ, dạo một vòng từ Thiên Tân đến đảo Thông Ngật, bắn pháo chúc mừng. Vi Tiểu Bảo thấy Thi Lang dẫn theo hai thuộc hạ cũ của sư phụ mình là Lâm Hưng Châu và Hồng Triều đã đầu hàng nhà Thanh. Gã biết Thi Lang định khoe khoang chuyện đánh Đài Loan, cướp lời chọc cho lão tức giận, hôm sau mới bắt đầu hỏi hai người kia tình hình Đài Loan. Nguyên là Trịnh Khắc Sảng đi thuyền nhỏ ra giữa biển, được ngư dân cứu, trở về Đài Loan nói Trần Cận Nam đã bị Thi Lang giết chết, phụ vương y là Trịnh Kinh đau đớn khóc than rồi chết không lâu sau đó, di mệnh cho con trai trưởng là Trịnh Khắc Tang, là người anh minh quyết đoán kế vị Diên Bình quận vương. Mẹ Trịnh Kinh tức vợ Trịnh Thành Công ghét cháu trưởng, sai Phùng Tích Phạm giết chết y, lập cháu thứ là Trịnh Khắc Sảng lên ngôi. Trịnh Khắc Sảng lên ngôi mới nhận chính mình đã giết Trần Cận Nam, khoe khoang võ nghệ cao cường, quan lại dưới quyền nhiều người không phục, chất vấn Trần quân sư phạm tội gì, đều bị Phùng Tích Phạm giết chết. Phùng Tích Phạm cầm quyền, theo ý mình hành sự, dân Đài Loan ai cũng oán ba người Đổng thái phi, Trịnh Khắc Sảng và Phùng Tích Phạm, khi Đổng thái phi lo sợ hồn ma của cháu nội trưởng báo oán mà chết, nhân dân đốt pháo lấy cớ đuổi tà ma, thực ra là để ăn mừng bà ta chết. Thi Lang công đánh Đài Loan, huyết chiến với quân Trịnh ở Bành Hồ đại thắng, tướng Trịnh là Lưu Quốc Hiên rút tàn quân về đảo chính. Thuyền Thi Lang mắc cạn không vào được, về sau thủy triều đột ngột lên, thuyền băng băng tràn cả qua. Quân Trịnh thấy năm xưa Trịnh Thành Công chiếm Đài Loan từ người Hà Lan cũng diễn biến y như vậy, cho rằng số trời đã định, Phùng Tích Phạm khuyên Trịnh Khắc Sảng đầu hàng, Thi Lang đồng ý không làm tổn hại con cháu họ Trịnh, y mới dẫn cả văn võ bá quan ra hàng. Hôm sau Thi Lang đến miếu thờ Trịnh Thành Công, đọc một bài văn tế thống thiết, đại ý là nguyện quên hết tư thù cũ, Vi Tiểu Bảo ban đầu đòi Thi Lang đưa mình đến Đài Loan nhưng không được, liền vin vào bài văn tế này, vu cho Thi Lang định tự lập làm vương ở Đài Loan. Thi Lang hoảng sợ bèn mời Vi Tiểu Bảo ra đảo Đài Loan để trấn an quan lại trong triều, cho họ thấy Đài Loan có Vi đại nhân ra trấn giữ. Vi Tiểu Bảo đưa theo cả gia đình rời đảo Thông Ngật.

### Đến Đài Loan, thành quan phụ mẫu /Về Trung Nguyên, phản tặc làm Đại Tướng quân
Vi Tiểu Bảo đến Đài Loan, Thi Lang nhận được thánh chỉ triệu về kinh, ý các quan đại thần muốn dời tất cả bách tính ở Đài Loan vào đất liền. Từ quan tới dân hoảng sợ, chí có Vi đại nhân hiểu nguyên nhân. Gã bày cho Thi Lang phải biếu xén đại thần ra sao, người này tặng bao nhiêu, người nọ biếu nhiều hay ít,..., lại hô hào bách tính và quan lại góp tiền để lão Thi về kinh lo liệu. Dân Đài Loan vốn giàu có, sợ phải bỏ hết nhà cửa cắm dùi bao năm, đóng góp nhiệt tình. Vi Tiểu Bảo lại thu riêng được 100 vạn lượng bạc mà vẫn có tiếng tốt. Hôm sau gã đến miếu Trịnh Thành Công tế bái, thấy ba bức tượng Trịnh Thành Công, Trịnh Kinh và Đổng thái phi, liền sai kéo tượng Đổng thái phi xuống, đúc tượng sư phụ mình thay vào đó, dân Đài Loan thấy thế ai cũng hả lòng hả dạ, vốn yêu quý Trần Cận Nam, thấy Vi Tiểu Bảo là đệ tử nên cũng thương lây. Sau đó Thi Lang về Đài Loan, nói triều đình đã bác bỏ lệnh dời dân, bách tính Đài Loan đều chịu ơn Vi đại nhân. Họ Thi còn dẫn theo Sách Ngạch Đồ ra đảo, Vi Tiểu Bảo gặp Sách Ngạch Đồ hết sức mừng rỡ, được lão cho biết Khang Hy triệu gã về kinh để giải quyết xung đột biên giới với nước Nga. Gã thấy hoàng đế cuối cùng cũng chịu thua mình, hôm sau lên thuyền trở về, trước khi đi còn được bô lão Đài Loan làm lễ lột ủng, vốn chỉ dành cho quan lại tốt với dân, được dân yêu quý. Một tên tham quan như gã tuy làm tiền mạnh tay, nhưng rốt lại có ơn lớn với Đài Loan, vẫn được bách tính tin yêu.
Về đến Bắc Kinh, Vi Tiểu Bảo lập tức vào chầu Khang Hy, buông tiếng khóc lớn. Hai người chuyện trò vui vẻ một lúc, Khang Hy nói không bắt gã dẹp Thiên Địa hội nữa, phái gã đi chống người Nga đang tranh chấp ở biên giới. Vốn dĩ nếu chỉ đánh nhau thì cũng không cần tới gã, nhưng trận này mục tiêu là đánh rồi đàm phán cho người Nga sợ không xâm phạm nữa, Vi Tiểu Bảo biết tiếng Nga, lại quen biết công chúa nhiếp chính Tô Phi Á, nên hoàng đế sai gã đi. Vi Tiểu Bảo vâng dạ, Khang Hy lại nói đã hứa với Trịnh Khắc Sảng sẽ bảo toàn con cháu họ Trịnh, dặn gã không được vì thù sư phụ mà làm khó y. Gã ra khỏi cung thì gặp Đa Long, hoảng sợ tưởng hồn ma y về đòi mạng, sau mới biết tim của Đa Long nằm lệch, gã hôm đó chỉ đâm trúng phổi y, y lại được hoàng thượng nói bị thích khách tấn công, Vi Tiểu Bảo ra sức đánh đuổi thích khách, không nghi ngờ gì, còn nghĩ gã là ân nhân, chuyện trò không ngớt. Vi Tiểu Bảo thấy áy náy, hỏi về Trịnh Khắc Sảng, biết họ Trịnh được phong làm Nhất đẳng Hải Trừng Công tước, hai người Phùng Tích Phạm và Lưu Quốc Hiên cũng phong Bá tước, nhớ đến món nợ 380 vạn lượng, bèn đưa giấy nợ cho Đa Long, nói y tự đòi tự lĩnh.
Vi Tiểu Bảo đã được phong Nhất đẳng Lộc Đỉnh công trước đó, nay được Khang thân vương xây cho một tòa phủ đệ mới, quan đại thần đều đến chúc mừng, đám hàng thần Đài Loan cũng đưa lễ mừng. Gã đến tối thông báo với bảy người vợ sẽ đi đánh Nga ở biên giới, dẫn theo Song Nhi, sáu người ghen tị vì gã thiên vị, nhưng vì Song Nhi trước đó đã đi theo gã sang Nga nên cũng không để bụng lâu.
Sáng hôm sau, gã được ban ấn Phủ Viễn Đại tướng quân, được đích thân vua ban ngự tửu, tặng cho ngựa chiến, đại đao, cung tên vào áo giáp, oai phong lẫm liệt dẫn quân lên biên giới. Lần này Vi Tiểu Bảo không dẫn theo người trong Thiên Địa hội, dọc đường cũng không dám mở sòng đánh bạc. Lên đến thành Nhã Tát Khắc chỗ núi Lộc Đỉnh, theo kế hoàng đế mai phục bắt được vài toán lính Nga. Ban đầu chúng không chịu hàng, gã bắt chúng gieo xúc xắc, nhưng thắng thua đều giết sạch, lại gặp tên võ sĩ nổi tiếng của Nga thách người Trung Quốc đánh nhau, gã sai Song Nhi ra đánh. Song Nhi đánh bại tên võ sĩ dễ dàng, đám lính Nga còn lại thấy vậy đều xin hàng cả, được cấp cho rượu thịt ăn uống.
Tướng Nga trong thành Nhã Tát Khắc là Đồ Nhĩ Bố Thanh thấy nhiều toán quân đi không trở về, bèn tự dẫn một nửa quân trong thành ra đánh, bị dính mai phục. Quân Thanh ra lệnh cởi hết quần áo thì được sống, lính Nga sợ chết nên vội vàng cởi đồ, lại nghe lệnh lột sạch quần áo chủ tướng, tất cả cùng bị bắt. Vi Tiểu Bảo dọa nạt một hồi, lính Nga hàng cả, chỉ có Đồ Nhĩ Bố Thanh không chịu, gã sai quân đưa về nhưng không trả quần áo, bắt y đi ba vòng trên thành rồi thả ra. Sau đó hai bên giằng co mãi, quân Thanh cô lập được thành Nhã Tát Khắc nhưng vẫn không sao chiếm được. Đến mùa đông, gió lạnh khắc nghiệt, quân sĩ không chịu nổi, Khang Hy truyền chỉ tạm rút lui. Trên đường đi quân Nga đứng trên thành đi tiểu xuống đầu quân Thanh, Vi Tiểu Bảo tức giận, sai mang thủy long chữa cháy ra, đi tiểu vào rồi sai quân bắn lên thành, nước tiểu lập tức đóng thành băng. Gã mừng rỡ, nghĩ được cách công thành, sai người chế tạo được hơn hai ngàn thủy long bằng gỗ, đun tuyết bắn vào thành "Lửa thiêu hang Tà Cốc, nước hạ Lộc Đỉnh sơn". Người Nga trong thành chịu không nổi phải mở cửa ra hàng, Đồ Nhĩ Bố Thanh rơi xuống hố, bị nước tưới vào chết cóng, Vi Tiểu Bảo chiếm được thành không mất người nào. Gã cùng Song Nhi vào ngủ trong căn phòng ngày trước gặp Tô Phi Á, phát hiện hai tên đội trưởng người Nga trốn trong mật đạo, hai tên này trước là cận vệ của Tô Phi Á, sau khi nàng lên nhiếp chính thì được phong Đội trưởng, đến đánh Trung Quốc tìm dịp phát tài, có quen biết Vi Tiểu Bảo, tên là Hoa Bá Tử Cơ và Tề Lạc Nặc Phu, gã lại gọi thành Vương Bát Tử Kê (gà chết khốn nạn) và Trư La Nọa Phu (heo chó khốn kiếp). Hai người cho gã biết công chúa Tô Phi Á ở Nga nhớ nhung gã, không nhìn ngó gì đến các quan tướng quý tộc nước Nga nữa. Sau đó Khang Hy có chỉ sai gã đi đàm phán với người Nga, Vi Tiểu Bảo dẫn quân đến thành Ni Bố Sở gặp sứ Nga.
Sứ thần nước Nga là Phí Yếu Đa La, dẫn quân kỵ binh Ca Tát Khắc đến gặp Vi Tiểu Bảo. Hai bên chưa vào trướng đã tranh cãi, cãi nhau cả ngày, Vi Tiểu Bảo cương quyết đòi lấy thành Ni Bố Sở, Phí Yếu Đa La bị gã chọc tức, xông ra ngoài gọi kỵ binh trợ uy. Vi Tiểu Bảo sai quân Thanh lăn xuống đất cắt chân ngựa, bao vây toàn bộ quan quân Nga, lại cắt đứt thắt lưng tất cả, quân Nga hai tay giữ quần, bị khống chế không tốn một sợi dây. Phí Yếu Đa La bị bắt, không chịu đàm phán nữa. Vi Tiểu Bảo giữ y lại trong trướng. Đêm đến giả vờ lơ là cho Phí Yếu Đa La bỏ trốn, để y nghe trộm được mình nói chuyện với giáo sĩ Nga muốn kìm giữ Phí Yếu Đa La tại đây, một mặt cho quân đánh úp nước Nga, Phí Yếu Đa La hoảng sợ, hôm sau được thả về vội vàng cho người về Mạc Tư Khoa báo tin thì thấy quân Thanh đã chặn đường, y tưởng thật, chiều hôm đó thương thuyết nhanh chóng, điều gì cũng nhượng bộ, kết quả Vi Tiểu Bảo lấy được một phần đất rất lớn vào lãnh thổ Trung Quốc, ký hòa ước Ni Bố Sở, là điều ước duy nhất thời Thanh có lợi về lãnh thổ cho Trung Quốc. Hòa ước làm mất bốn ngày, sau đó Vi Tiểu Bảo cho quân cách đó vài trăm dặm rút về, Phí Yếu Đa La tưởng gã không đánh Mạc Tư Khoa nữa, lúc đó mới yên tâm. Vi Tiểu Bảo sai giáo sĩ viết thư gửi Tô Phi Á, sai hai tên đội trưởng mang một cái hòm về tặng nàng. Công chúa mở ra thì thấy một bức tượng khỏa thân của gã, dở khóc dở cười. Về sau Bỉ Đắc đại đế lớn lên, đòi lại quyền lực, giam Tô Phi Á lại, bức tượng bị đập tan tành, đàn bà Nga hiếm muộn thường ra sờ tượng, đồn đại rất linh nghiệm.

### Chân đứng hai thuyền không được mãi /Xuống Vân Nam ẩn tích mai danh
Vi Tiểu Bảo về Bắc Kinh, Khang Hy ban chiếu khen thưởng gã với thiên hạ. Ra khỏi cung, trên đường về có một hán tử xông ra lớn tiếng chửi mắng gã là đại Hán gian, bán bạn phản thầy cầu vinh, bị quan quân xông vào bắt trói. Gã nhận ra là Mao Thập Bát, vội sai người đưa về nhà mình. Về đến nơi Mao Thập Bát mắng gã giết sư phụ Trần Cận Nam, gã mới biết trong thánh chỉ Khang Hy viết thêm rằng "...giết chết phản tặc Phong Tế Trung, Trần Cận Nam...", nhằm đoạn tuyệt quan hệ gã với Thiên Địa hội. Vi Tiểu Bảo thanh minh, định đưa Mao Thập Bát đi gặp Trịnh Khắc Sảng đối chứng thì Đa Long đến, nói hoàng đế sai giải Mao Thập Bát vào cung. Vi Tiểu Bảo vào cung, Khang Hy sai gã ngày mai chém đầu Mao Thập Bát, gã xin mãi không được, cuối cùng nhà vua tức mình hẹn cho gã mang một cái đầu vào, không của họ Mao thì là của Vi Tiểu Bảo, lại cho biết đã triệu hết vợ con gã vào cung, gã muốn trốn cũng không được. Vi Tiểu Bảo ra về lại căm tức Trịnh Khắc Sảng, cùng Đa Long tới phủ y đòi nợ. Trịnh Khắc Sảng là phiên vương phản nghịch đầu hàng, tuy nay mang tước Công nhưng thực chất không có quyền hành gì, lâu nay bị thị vệ ngày ngày đến đòi nợ, gia sản tiêu tán gần hết, già sọm đi. Vi Tiểu Bảo thấy y thảm hại, nhưng nghĩ đến sư phụ chết đau đớn lại làm tình làm tội y đủ điều, thuận miệng đổ cho tội mưu phản khiến y quỳ mọp xuống xin tha. Một lúc sau Phùng Tích Phạm bước vào, đỡ Trịnh Khắc Sảng dậy, đối chất với Vi Tiểu Bảo. Vi Tiểu Bảo thấy người này không sợ mình liền lấy tiền của Trịnh Khắc Sảng rồi bỏ về. Về đến nhà, nghĩ đến Phùng Tích Phạm vì muốn giành ngôi cho Trịnh Khắc Sảng mà bày kế giết sư phụ mình do ông cản trở, nghĩ cách trả thù lão họ Phùng. Gã sai một đội Ngự tiền thị vệ giả làm quân Tiền Phong doanh, đến yêu cầu lão Phùng đi gặp Thái Đô thống Tiền Phong doanh, một mặt lại bày mưu gây rối ở nhà vợ bé lão Thái. Phùng Tích Phạm bị đưa đến phủ Vi Công tước, bị đánh đập tàn nhẫn, vốn là có thể chống trả, nhưng nghĩ mình vô tội, nếu chống lại thì tiền tài theo gió trôi đi hết, bị đánh đến sống dở chết dở. Một lát sau có người báo lão Thái chịu nhục, Đa Long liễn dẫn thị vệ đi xem náo nhiệt, chỉ còn Vi Tiểu Bảo ở nhà. Gã liền sai thân binh theo kế mình mà làm. Sáng hôm sau giải Mao Thập Bát ra pháp trường, Vi Tiểu Bảo dùng tranh Xuân cung đồ đánh lạc hướng Đa Long, thân binh thừa cơ đánh tráo Phùng Tích Phạm và Mao Thập Bát, lão Phùng bị chém chết lúc vẫn còn bất tỉnh. Vi Tiểu Bảo thả Mao Thập Bát về Dương Châu, tặng y 3000 lượng bạc, họ Mao thấy gã đã liều mạng cứu mình, biết đã trách lầm gã, nhận bạc rồi đi.
Vi Tiểu Bảo lâu không gặp huynh đệ trong Thiên Địa hội, vài ngày sau dẫn Song Nhi đi tìm gặp. Quần hùng nghĩ gã giết Trần Cận Nam, là phản đồ của Thiên Địa hội, tức giận định xông vào giết gã trả thù, Song Nhi dùng súng uy hiếp, giải thích rõ ràng họ mới tin. Sau đó Thiên Địa hội muốn gã giết Khang Hy, Vi Tiểu Bảo từ chối, nói mình nghĩa khí với cả hai bên hoàng đế nhà Thanh và Thiên Địa hội, không giúp bên nào đánh bên nào. Về nhà, Khang Hy lại gọi gã vào, nói Phùng Tích Phạm mất tích, giao gã điều tra, lại biết gã vừa đi gặp Thiên Địa hội về, nói câu gì nhà vua đều biết rõ. Vi Tiểu Bảo thấy Thiên Địa hội lại có người gian tế, nhưng không quan tâm nữa, đi đối phó vụ Phùng Tích Phạm. Lão Phùng mất tích, người nhà báo lên nha môn, trước đó Vi Tiểu Bảo cho người giả làm Tiền Phong doanh đưa lão đi, nha môn hỏi Thái Đô thống, lão Thái đêm hôm đó vợ lớn vợ bé đánh nhau, bản thân bị nhục, bị hỏi nhiều quá cáu tiết lên, nha môn không dám hỏi nữa, từ đó vụ án đi vào ngõ cụt. Vi Tiểu Bảo đến Phùng phủ, vừa đúng lúc có tên chăn ngựa dẫn một người tiểu thiếp của Phùng Tích Phạm bỏ trốn, gã tập trung hết mọi người vào một chỗ, sai thân binh chôn xác họ Phùng xuống giường người tiểu thiếp, chôn đầu xuống chuồng ngựa, "phá" xong án dễ dàng. Khang Hy biết nhưng không làm gì được đành cho qua. Sau đó có tin Đài Loan bị lụt, Vi Tiểu Bảo thấy bạn mình lo lắng không vui, mang 150 vạn lượng bạc tiền tham ô ra, góp với Khang Hy được 200 vạn, dùng cứu tế bách tính Đài Loan. Nhà vua cho gã về Dương Châu nghỉ ngơi, tiện tìm cha để phong thưởng. Gã về nhờ Tô Thuyên nghĩ tên cho cha mình, mang đến Nghiệm phong ty phong tặng, mang ấn Phủ Viễn Đại tướng quân nộp lại cho Bộ Binh, mang ngân phiếu 150 vạn lượng nộp vào ngân khố, nộp xong lại xót của, sai thân binh đi đòi nợ Trịnh Khắc Sảng tiếp rồi mới rời kinh.
Theo đường cái tới Thông Châu, đổi xe lên thuyền, từ Vận Hà xuống phía nam, qua Thiên Tân, Lâm Thanh, qua Hoàng Hà, qua Tế Ninh. Hôm ấy sắp tới Hoài Âm, quan thuyền ghé vào bến Tứ Dương nghỉ đêm. Đêm ấy gã gặp thuyền của ba người Cố Viêm Vũ, Hoàng Tông Hy Lã Lưu Lương và Tra Y Hoàng, sang thuyền nói chuyện, kể chuyện Ngô Lục Kỳ và Trần Cận Nam trước sau bị gian nhân hại chết. Ba người tin gã là người ngay thẳng, quyết không làm chuyện bán bạn phản thầy, lại nói khí vận nhà Minh thực sự đã hết, khuyên Vi Tiểu Bảo tự lập làm hoàng đế, người Hán các nơi sẽ hưởng ứng gã, khiến gã giật nảy mình. Vi Tiểu Bảo từ chối khéo mãi, sau đó một đám người Thiên Địa hội đuổi tới, tấn công thuyền gã, lại nổi lửa đốt thuyền, may nhờ có Cố Viêm Vũ trên thuyền nên họ mới thôi. Đám người này vẫn nghĩ Vi Tiểu Bảo giết Trần Cận Nam, nay đuổi theo trả thù. Cố Viêm Vũ giải thích quần hùng mới tin, nhưng vẫn bắt gã phải trung thành, dốc sức vì Thiên Địa hội.
Vi Tiểu Bảo nhận ra mình vĩnh viễn bị giằng xé giữa triều đình và Thiên Địa hội, quyết định chủ ý rời bỏ cả hai bên, liền phao tin mình bị cướp giết chết, dẫn bảy cô vợ về Dương Châu đón mẹ, từ đó tiêu dao ở thành Đại Lý Vân Nam. Vua Khang Hy biết bản lĩnh của gã nhất định không thể chết dễ dàng như thế, huống hồ còn không tìm thấy xác, cho người đi tìm khắp nơi, công khai điều tra, bí mật dò hỏi nhưng vẫn không có kết quả. Các sử gia đời sau chép Khang Hy sáu lần xuống Giang Nam, chủ yếu là thị sát đê sông Hoàng Hà. Nhưng vì sao trước đó y không tới Giang Nam, mà Vi Tiểu Bảo vừa thất tung, thì ngay năm ấy đã đi Giang Nam? Đi thị sát đê sông Hoàng Hà, cần gì phải tới Hàng Châu? Tại sao mỗi lần đều dừng xa giá ở Dương Châu rất lâu? Lại tại sao mỗi lần đều phái rất nhiều Ngự tiền thị vệ tới các kỹ viện, sòng bạc, quán trà, quán rượu ở Dương Châu hỏi thăm Vi Tiểu Bảo? Tra xét hỏi han không được, tại sao lại uất ức không vui? Theo khảo chứng của người sau thì Tào Dần tổ phụ Tào Tuyết Cần, tác giả Hồng Lâu Mộng, nguyên là Ngự tiền thị vệ, từng là thuộc hạ của Vi Tiểu Bảo, về sau được Khang Hy phái xuống làm Chức tạo Dương Châu, lại làm Chức tạo Giang Ninh, sai ở lại vùng Giang Nam phồn hoa lâu ngày để dễ tìm kiếm Vi Tiểu Bảo.

## So sánh Vi Tiểu Bảo với những nhân vật chính khác trong truyện Kim Dung
Có thể nói, từ xuất thân, nhân phẩm,... đến võ công, hiểu biết, Vi Tiểu Bảo đều ở hạng cuối trong tất cả các tiểu thuyết Kim Dung, nếu không muốn nói là kém nhất, nhưng phải công nhận rằng, những gì gã làm được đều cực kỳ lớn lao và thực tế, vượt xa những Quách Tĩnh, Dương Quá hay Trương Vô Kỵ,... Tuy không cao cả hiến thân vì nước như Tiêu Phong hay Quách Tĩnh, chọn cái kết mai danh ẩn tích như Dương Quá hay Trương Vô Kỵ, Viên Thừa Chí, những gì gã để lại cho thiên hạ hiệu quả hơn tất cả những thành tựu của những vị tiền bối kia. Quách Tĩnh và Tiêu Phong bỏ mình vì quốc gia dân tộc nhưng kết cục sự thái bình mà hai ông mang lại không bền lâu, nhà Tống sau đó vẫn diệt vong, Dương Quá, Trương Vô Kỵ và Viên Thừa Chí sống ở thời điểm chuyển giao giữa các triều đại, đều để mặc thiên hạ cho những kẻ ham quyền lực mà bỏ đi cùng người mình yêu, chỉ có Vi Tiểu Bảo trợ giúp cho vị hoàng đế hùng tài đại lược Khang Hy bảy việc lớn, khiến đất nước Trung Hoa thời Khang Hy thái bình thịnh trị, lãnh thổ rộng lớn, quốc thái dân an, sau đó mới bỏ đi, tuy rằng động cơ của gã chẳng lớn lao đến vậy, nhưng về độ thực tế phải công nhận rằng gã "được việc" hơn tất cả những nhân vật chính khác của Kim Dung.
Ngoài ra, những nhân vật chính đều có một bóng hồng nhan tri kỷ bên cạnh. Tiêu Phong có A Châu, Quách Tĩnh có Hoàng Dung, Dương Quá có Tiểu Long Nữ,.. chỉ ngoại lệ cha con Đoàn Dự là nhiều hơn. Để ý kỹ hơn, có thể thấy hầu hết họ đều khá đào hoa, được nữ nhân ái mộ vẻ ngoài, tính cách và tài năng, Tiêu Phong ngoài A Châu còn có A Tử yêu thương, Quách Tĩnh còn chức vị Kim Đao phò mã với Hoa Tranh công chúa, Dương Quá hay Trương Vô Kỵ thì 4 5 cô, tranh giành nhau hay thầm thương trộm nhớ đều có cả, nhưng tựu chung lại cuối cùng họ chỉ chung thủy với một người, Đoàn Dự và Đoàn Chính Thuần yêu tất cả và những nữ nhân của hai người cũng yêu hai người say đắm, hiếm có nhân vật nào tự đi... cưa gái giống Vi Tiểu Bảo. Gã vứt hết những phong thái, phép tắc của những vị tiền bối kia đi, thấy gái đẹp là trêu ghẹo, cợt nhả. Trong bảy người vợ, có tới bốn người là gã cướp của người khác. Phương Di nhờ Vi Tiểu Bảo cứu tình lang Lưu Nhất Chu mà chịu làm vợ gã, Lưu Nhất Chu tức giận đi tính sổ thì bị gã lừa, chôn thân xuống đất hạ nhục, suýt bị tiểu lên đầu, Kiến Ninh công chúa gả cho Ngô Ứng Hùng, nàng tằng tịu với Vi Tiểu Bảo rồi thiến tên phò mã khốn khổ, nguyện một lòng chung thủy với gã họ Vi. A Kha thích Trịnh Khắc Sảng tuấn tú lại là dòng dõi vương gia, Vi Tiểu Bảo huy động hết mọi mối quan hệ, năm lần bảy lượt đánh cho Trịnh Khắc Sảng nhục nhã, A Kha vẫn một lòng theo tên họ Trịnh, cuối cùng bị cưỡng hiếp đến có thai mới đành về Vi gia. Thê thảm nhất là giáo chủ Thần Long giáo Hồng An Thông, bị phá tan tành cả hòn đảo cùng giáo phái cơ nghiệp, còn lại vợ và một nhúm thuộc hạ, sai vợ và mấy người nữa đi bắt Vi Tiểu Bảo, Hồng phu nhân lại bị Vi Tiểu Bảo giở trò mà mang thai, lão Hồng xấu hổ với thuộc hạ, đánh nhau một hồi thân tàn lực kiệt, giáo chúng mất hết, đuổi theo giết Vi Tiểu Bảo thì bị gã dùng đúng chiêu mình dạy giết chết. Quả thật không có ai táo bạo bằng Vi Tiểu Bảo, bất kể trinh nữ hay gái có chồng, thích gã hay căm ghét gã thấu xương, chỉ cần xinh đẹp làm gã thích thì sau cùng đều về tay gã.

## Nhận xét chủ đề và truyện
| Kim Dung            | Kim Dung |
| ------------------- | -------- |
| Tiểu thuyết         |          |
| 飛 Phi              | 笑 Tiếu  |
| 雪 Tuyết            | 書 Thư   |
| 連 Liên             | 神 Thần  |
| 天 Thiên            | 俠 Hiệp  |
| 射 Xạ               | 倚 Ỷ     |
| 白 Bạch             | 碧 Bích  |
| 鹿 Lộc              | 鴛 Uyên  |
| Truyện ngắn         |          |
| 越女劍 Việt nữ kiếm |          |

Cuốn tiểu thuyết võ hiệp này đặc trưng ở chỗ nhân vật chính xuất thân hèn kém và hoàn toàn không phải người chính trực. Vi Tiểu Bảo là một nhân vật có khắc họa khá đặc biệt, tuy không biết chữ, chẳng biết võ công, nhưng nhờ có miệng lưỡi trơn như mỡ, óc thực dụng, tính ích kỷ, tiểu nhân điển hình cộng với đầu óc linh hoạt ứng biến nhanh nhạy mà hắn đạt được nhiều thành công, danh lợi. Vi Tiểu Bảo có những nét hao hao giống những nhân vật chính mà Kim Dung đã dàn dựng: trọng tình nghĩa bạn bè, bị đưa đẩy vào những tình thế tiến thoái lưỡng nan, yêu một cuộc sống bình dị... nhưng cũng bao gồm những tính khác như tiểu nhân gian xảo, mưu mô thủ đoạn... Qua đó Kim Dung cũng xây dựng một nhân vật điển hình cho một bộ phận dân tộc Trung Quốc tương phản với AQ của Lỗ Tấn. 
Việc thiếu vắng giá trị tốt tuyệt đối cũng như xấu tuyệt đối trong cuộc sống thực tế được phản ánh trong Lộc Đỉnh ký. Không còn nữa chiều hướng dân tộc chủ nghĩa như là một phần chính yếu trong các tiểu thuyết trước của Kim Dung. Trong bộ ba tiểu thuyết Xạ Điêu tam bộ khúc (đặt vào bối cảnh sự đi xuống của nhà Tống) và thậm chí trong Thư Kiếm Ân Cừu lục (đặt trong bối cảnh giữa thời Thanh, thời trị vì của Hoàng đế Càn Long), những kẻ xâm lược từ miền Bắc luôn bị coi là kẻ xấu, những bộ lạc chuyên gây chiến tranh nhòm ngó mảnh đất Trung Nguyên màu mỡ khi người Hán suy yếu. Chỉ trừ một ngoại lệ, trong Bích huyết kiếm, Hoàng đế khai quốc nhà Thanh là Thái tông Hoàng Thái Cực được miêu tả là khôn ngoan, dũng cảm, công bằng và nhân ái trái ngược với bên phía nhà Minh như Hoàng đế Tư Tông Sùng Trinh và thủ lĩnh nghĩa quân Lý Tự Thành tham lam, tàn nhẫn và dễ bị lừa.
Thay vào đó, trong Lộc Đỉnh ký, Kim Dung đã làm mờ ranh giới giữa cái trắng và cái đen truyền thống, giữa người Hán và các bộ lạc ngoài biên ải, khắc họa hình ảnh Hoàng đế Mãn Châu Khang Hy như một người trị vì thông minh, biết quan tâm đến dân chúng dù họ không luôn luôn ủng hộ mình. Đôi khi ông tàn nhẫn nhưng xét đến cùng những hành động của ông nâng cao đời sống của người dân, ông vẫn là một đấng minh quân (Khang Hy được sử sách ghi nhớ như là một trong những vị vua Trung Quốc vĩ đại nhất).
Tuy nhiên bộ sách cũng lên án nặng nề những vụ án văn tự ngục vào thời nhà Thanh, điển hình là chuyện bị khám nhà diệt tộc của nhà họ Trang ở đầu truyện. Trang Đình Long biên soạn bộ Minh sử, vì trong đó có nhiều câu chê Thanh khen Minh mà bị tên Ngô Chi Vinh tố giác, cuối cùng cả nhà nam phải chịu chém đầu nữ phải bị lưu đày, bản thân tuy đã chết nhưng vẫn bị mở quan tài băm xác, người biên soạn chung, người đã đọc và người bán sách đều phải chịu chung số phận. Trong thời đại phong kiến không có nhân quyền, kẻ dám có lời phỉ báng, thậm chí chỉ có lời bất mãn với chính quyền thì đều phải nhận cái kết thảm khốc, vì để giữ vững giang sơn thì ai cũng có thể giết, dù là nổi tiếng anh minh nhân từ như Khang Hi cũng không ngoại lệ.
Mặt khác, phong trào yêu nước phản Thanh phục Minh lại đặt sự hy vọng và ngu trung vào vương gia bất tài Trịnh Khắc Sảng ở đảo Đài Loan, chiến đấu cho nguyện vọng không hòa hợp với mong muốn của người dân. Phong cách này hầu như đối lập hoàn toàn với những lập trường mà Kim Dung đã từng thể hiện trước đó.
Về cuối truyện, Tiểu Bảo tuyên bố một câu về tính thực dụng tựa như "Mèo trắng mèo đen không thành vấn đề, miễn bắt được chuột là mèo tốt" (câu trích từ lãnh tụ Trung Quốc Đặng Tiểu Bình). Nguồn gốc, sắc tộc của người lãnh đạo có thành vấn đề không nếu họ đặt lợi ích của nhân dân lên trên hết?
Nói một cách trung thực, người Mãn Châu thực tế đã giết hàng vạn người Hán và tàn phá Trung Quốc thời gian đầu, một nguyên nhân dẫn đến những nổi loạn của Thiên Địa Hội nhằm dựng lại quyền lực của những vị vua người Hán. Nhưng trong khi đó, họ (những thành viên của Thiên Địa Hội) lại quên mất mong muốn của người dân thường là sống hòa bình và thịnh vượng. Sự cuồng tín của Thiên Địa Hội phản ánh thế giới trong đó con người bị chia rẽ một cách bạo lực bởi ranh giới tín ngưỡng, tôn giáo và sắc tộc.
Chủ nghĩa thực dụng, những ý tưởng thực tế và rất nhiều chủ đề đã đóng góp vào thành công của Lộc Đỉnh ký mà nhiều người đã đánh giá là cuốn tiểu thuyết hay nhất của Kim Dung.

## Tứ thập nhị chương kinh

### Xuất xứ
Trở thành biểu trưng về vận mệnh của vương triều Mãn Thanh, tám bộ "Tứ thập nhị chương kinh" là một bảo vật vô giá trở thành đối tượng săn đuổi, mục tiêu hành động của nhiều cá nhân và tổ chức chính trị trong Lộc Đỉnh ký. "Tứ thập nhị chương kinh" vốn chỉ là một bộ kinh Phật. và được các kỳ chủ quân Bát kỳ người Mãn Châu làm ra tám bản. Năm xưa khi quân Mãn Thanh từ ngoài Sơn Hải quan tiến vào Trung Nguyên, trên đường đi đánh giết cướp bóc, gây ra những vụ thảm sát dã man như Dương Châu thập nhật (chém giết cướp bóc suốt 10 ngày ở Dương Châu), Gia Định tam đồ (thực hiện 3 lần tàn sát cả thành Gia Định),...Vì lúc đó người Mãn không nghĩ sẽ chiếm được giang sơn của người Hán, Nhiếp chính Duệ Thân vương Đa Nhĩ Cổn đã cùng 8 vị kỳ chủ thương lượng rồi quyết định vận chuyển số tiền tài bảo vật cướp được lên phía đông bắc Trung Quốc rồi chôn ở dưới chân núi Lộc Đỉnh, phòng hờ lúc người Mãn không giữ nổi giang sơn hay bị người Hán đánh đuổi thì con cháu có thể dựa vào số tài vật đó mà tiếp tục sống. Vị trí đến chỗ kho báu được vẽ vào một tấm da dê, tấm da dê sau đó được cắt thành nhiều mảnh rồi chia ra giấu trong bìa của 8 cuốn "Tứ thập nhị chương kinh", mỗi cuốn được một vị Kỳ chủ Bát kỳ bảo quản.
Bí mật này ngoài Hoàng đế Thuận Trị, Hiếu Trang Hoàng thái hậu và Đa Nhĩ Cổn thì không ai khác được biết. Tám vị Kỳ chủ đương thời tuy biết nhưng không truyền lại bí mật này cho con cháu. Thay vào đó, họ nói với con cháu rằng trong 8 cuốn kinh có giấu một bí mật trọng đại, dẫn đến "long mạch" của vương triều Đại Thanh. Nếu "long mạch" bị tổn hại thì vận nước của người Mãn Châu cũng sẽ hết. Điều này nhằm ngăn chặn các quý tộc đời sau đi tìm kho báu, thay vào đó họ sẽ dùng tính mạng của mình để bảo vệ bí mật. Hoàng đế Khang Hi biết được điều này nhờ được Lão Hoàng gia Thuận Trị cho biết khi đi tìm cha ở núi Ngũ Đài. Thuận Trị cũng dặn Khang Hi rằng nếu sau này người Hán có nổi dậy mà đánh được người Mãn ra khỏi quan thì người Mãn đi từ đâu hãy về lại đó. Khang Hi tuy vâng dạ nhưng không cho là đúng. Ông nghĩ rằng giang sơn Đại Thanh thành lập mấy mươi năm đang được củng cố, nếu để người Mãn biết rằng sau lưng có một bảo tàng to lớn như vậy thì vì nghĩ có đường lui người Mãn khi chiến đấu sẽ không hết sức, chính vì thế khả năng bị đánh đuổi càng cao. Khang Hi quyết định tiêu hủy 8 cuốn kinh thư cùng tấm bản đồ, tự đoạn tuyệt đường lui để tướng sĩ dốc lòng chiến đấu bảo vệ giang sơn Đại Thanh. Chính vì quyết định này mà sau này tuy đã lấy được hết tấm bản đồ, Vi Tiểu Bảo vẫn không bị phát giác và bí mật dẫn đến kho tàng vĩnh viễn nằm trong lòng y.
Tuy nhiên, theo lời kể của Đào Hồng Anh, năm xưa sư phụ bà đột nhập vào phủ một vị Kỳ chủ Bát kỳ đã nghe lóm được bí mật. Vị Kỳ chủ này say rượu đã tiết lộ bí mật trong kinh thư cho một người tiểu thiếp nghe, người thiếp này vốn là người của Thần Long giáo. Vì thế bí mật này đã lọt ra ngoài, dẫn đến việc vô số cá nhân và tổ chức tranh giành cướp đoạt lẫn nhau như Ngô Tam Quế, Thần Long giáo, Thiên Địa hội, Trường Bình công chúa nhà Minh,... Một số người thực sự biết được bí mật kho tàng, trong khi một số chỉ muốn tìm và cắt long mạch để đánh đuổi người Mãn. Vi Tiểu Bảo đến cuối truyện đã tìm được đủ 8 bộ kinh và lấy được tấm bản đồ hoàn chỉnh, biết được vị trí kho tàng nằm ngay đất phong của mình là dưới chân núi Lộc Đỉnh, Hắc Long Giang, nhưng y vẫn không truy tìm vì sợ làm đứt long mạch sẽ hại chết người bạn thân là Khang Hi.

### Tám bộ kinh trong truyện
Dưới đây là nguồn gốc và cách Vi Tiểu Bảo tìm ra 8 bộ "Tứ thập nhị chương kinh".
- Chính Hồng kỳ: Bộ kinh bị đánh trộm trong phủ đệ của Kỳ chủ là Khang thân vương. Vi Tiểu Bảo nhờ theo dõi tên trộm mà đoạt được.
- Tương Hồng kỳ: Đại nội thị vệ Phó Tổng quản là Thụy Đống vâng mệnh thái hậu giả là Mao Đông Châu đi giết Kỳ chủ Tương Hồng kỳ là Hòa Sát Bác rồi đoạt bộ kinh. Trên đường gặp thái hậu lại nhận được lệnh đi giết Vi Tiểu Bảo nhưng lại bị họ Vi giết. Vi Tiểu Bảo tìm thấy bộ kinh trên người Thụy Đống.
- Tương Hoàng kỳ: Kỳ chủ là Ngao Bái. Khi Ngao Bái bị bắt, bộ kinh bị Mao Đông Châu đoạt được nhưng Vi Tiểu Bảo sau đó đã trộm được từ bà ta.
- Chính Bạch kỳ: Kỳ chủ là Tô Khắc Tát Cáp. Khi Tô Khắc Tát Cáp bị Ngao Bái giết, Ngao Bái đã đoạt được bộ kinh và để chung với bộ kinh của mình. Quyển kinh rơi vào tay Vi Tiểu Bảo khi Ngao Bái bị bắt nhưng sau đó cả hai bộ kinh đều rơi vào tay Mao Đông Châu. Cuối cùng Vi Tiểu Bảo trộm được từ bà ta.
- Tương Bạch kỳ: Bộ kinh được hoàng đế Thuận Trị đưa cho sủng phi là Đổng Ngạc phi bảo quản. Tuy nhiên bà bị Mao Đông Châu đánh chết, bộ kinh rơi vào tay họ Mao. Vi Tiểu Bảo sau đó trộm bộ kinh từ Mao Đông Châu.
- Chính Hoàng kỳ: Bộ kinh được chính hoàng đế Thuận Trị bảo quản. Khi Khang Hi đến tìm cha ở núi Ngũ Đài, Thuận Trị đã giao lại cho con. Bộ kinh sau đó bị Mao Đông Châu đoạt được và cuối cùng rơi vào tay Vi Tiểu Bảo.
- Tương Lam kỳ: Sư phụ của Đào Hồng Anh lẻn vào phủ Kỳ chủ muốn trộm bộ kinh nhưng bị đánh trọng thương bởi Sấu Đầu Đà của Thần Long giáo, kẻ sau đó đã giữ cuốn kinh. Khi Sấu Đầu Đà ôm Mao Đông Châu bỏ trốn khỏi hoàng cung, cuốn kinh đã rớt lại và bị Vi Tiểu Bảo tìm thấy.
- Chính Lam kỳ: Bộ kinh bị đánh trộm khỏi tay Kỳ chủ và sau đó bị Ngô Tam Quế chiếm được. Vi Tiểu Bảo bí mật đánh tráo bằng bộ kinh của Tương Lam kỳ (đã lấy tấm bản đồ ra).

## Chuyển thể
Có một số chuyển thể sang phim điện ảnh và truyền hình dựa trên Lộc Đỉnh ký; tất cả trong số đó đều thay đổi cốt truyện một phần.

### Phim truyền hình
- Lộc Đỉnh ký (1978) - Diễn viên Văn Tuyết Nhi và Trịnh Tử Tôn
- Lộc Đỉnh ký (1984) - Diễn viên Lương Triều Vỹ và Lưu Đức Hoa
- Lộc Đỉnh ký (1984) - Diễn viên Lý Tiêu Phi và Chu Thiếu Tùng
- Lộc Đỉnh ký (1998) - Diễn viên Trần Tiểu Xuân và Mã Tuấn Vỹ
- Lộc Đỉnh ký (2000) hay còn được biết đến với tên Tiểu Bảo và Khang Hy- Diễn viên Trương Vệ Kiện và Đàm Diệu Văn
- Lộc Đỉnh ký (2008) - Diễn viên Huỳnh Hiểu Minh và Chung Hán Lương
- Tân Lộc Đỉnh ký (2014) - Diễn viên Hàn Đống và Ngụy Thiên Tường
- Tân Lộc Đỉnh ký (2020) - Diễn viên Trương Nhất Sơn và Trương Thiên Dương

### Phim điện ảnh
- Câu chuyện thái giám (1983) - Diễn viên Uông Vũ và Lưu Gia Huy
- Lộc Đỉnh ký (1992) - Diễn viên Châu Tinh Trì.và Ôn Triệu Luân
- Lộc Đỉnh ký 2: Thần Long giáo (1992) - Diễn viên Châu Tinh Trì và Ôn Triệu Luân
- Anh hùng vượt thời gian (1993) - Diễn viên Lương Triều Vỹ và Thang Trấn Nghiệp
- Mộng hồi Lộc Đỉnh ký 3D (2011) - Diễn viên Hồ Ca và Ngô Kỳ Long

## Trò chơi điện tử
Role-playing video games:
- 鹿鼎記 (智冠) (DOS) (Traditional Chinese)
- 鹿鼎記 (歡樂盒)
- 鹿鼎記II
- Heroes of Jin Yong Online (金庸群侠传 Online)

Java ME games for mobile phones:
- 情圣韦小宝
- 韦小宝笑传